# Географія Афганістану
Афганістан — центральноазійська країна, що лежить у глибині континенту й не має виходу до вод Світового океану . Загальна площа країни 652 230 км² (41-ше місце у світі), з яких на суходіл припадає 652 230 км², а на поверхню внутрішніх вод — 0 км². Площа країни трохи більша за площу території України. 

## Етимологія
Офіційна назва — Ісламська Республіка Афганістан, Афганістан (пушту افغانستان). Назва країни походить від етноніма афгані та перського стан — країна, як назва території, що заселена афганцями. Або ж від санскритського виразу Упа Гана Стан — земля об'єднаних племен. Уперше зустрічається в XIV столітті.

## Географічне положення

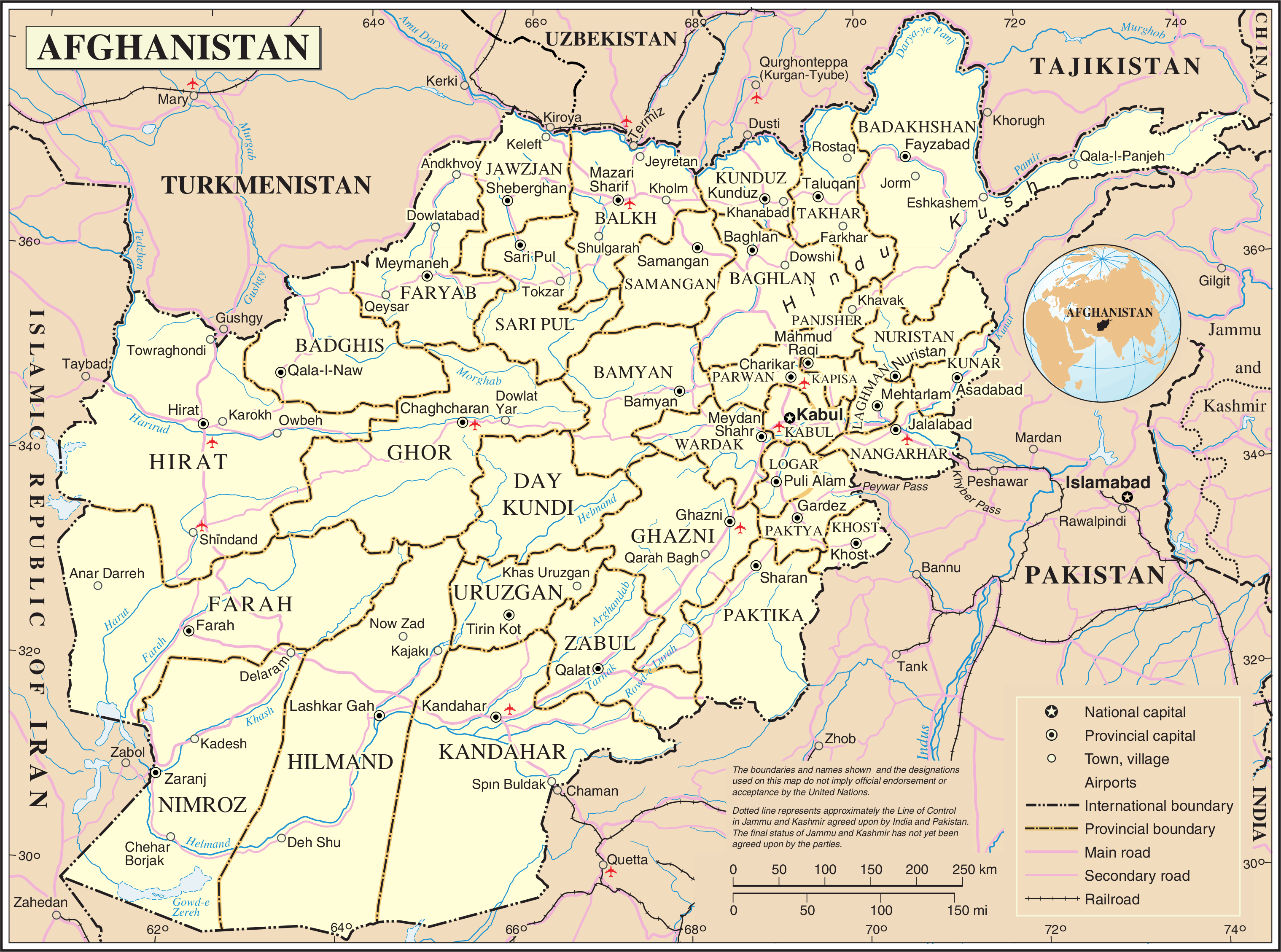
Карта Афганістану від ООН

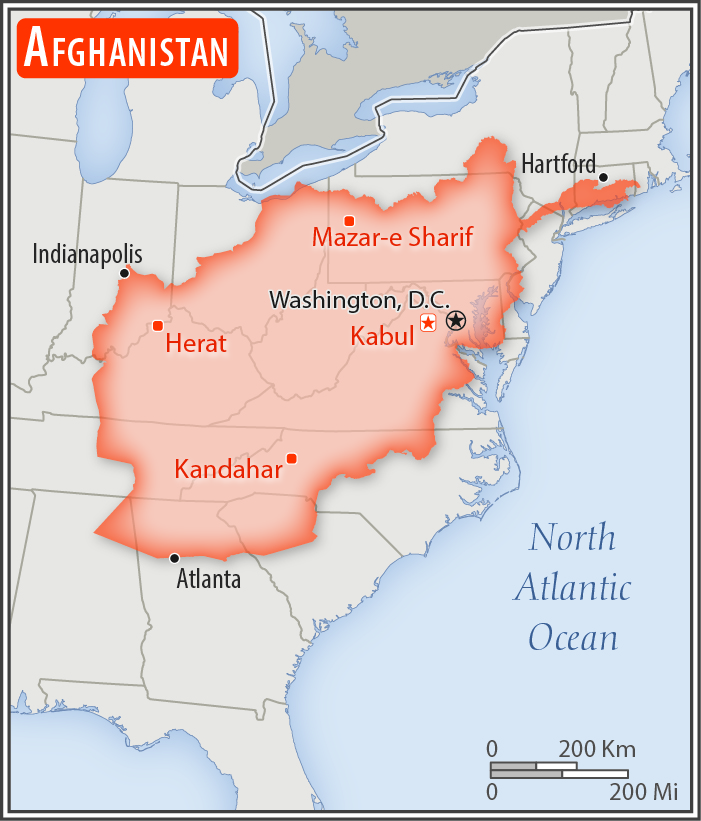
Порівняння розмірів території Афганістану та США

Афганістан — центральноазійська країна, що межує з шістьма іншими країнами: на північному сході з Китаєм (спільний кордон — 91 км); на заході з Іраном (921 км); на півдні й сході з Пакистаном (2670 км); на півночі з Таджикистаном (1357 км), Туркменістаном (804 км), Узбекистаном (144 км). Загальна довжина державного кордону — 5987 км. Афганістан не має виходу до вод Світового океану.

### Час
Час у Афганістані: UTC+4,5 (+2,5 години різниці часу з Києвом).

## Рельєф
Середні висоти — 1884 м. 
Високі гори та плоскогір'я займають майже 80 % території Афганістану. Північно-східну частину країни перетинає Гіндукуш — одна з найбільших гірських систем світу (висотою понад 7000 м). У північно-західних районах Афганістану простягаються хребти Паропамізу (до 4231 м). Між ними і Гіндукушем — складна система Хазараджат (до 5143 м). На сході й південному сході — Сулейманові гори. Між відрогами Гіндукушу і Сулеймановими горами розташоване широке Газні-Кандагарське плоскогір'я (понад 2000 м).
Найвища точка Афганістану — гора Ношак (7485 м).
Рівнини займають головним чином південно-західні і крайні північні райони Афганістану (близько 20 % території). На південно-західних рівнинах — пустелі: піщана — Регістан, переважно глиняста — Дашті-Марго (Дашті-Маркох).
Найнижча місцевість країни (250 м.) знаходиться на південний захід від села Кхамаяб (Кхам-Аб) у Кхамаябському районі провінції Джаузджан, що розташоване при кордоні з Туркменістаном на березі ріки Амудар'я. У деяких джерелах зазначено, що найнижчою точкою є уріз води Амудар'ї (258 м) на північ від того ж населеного пункту.

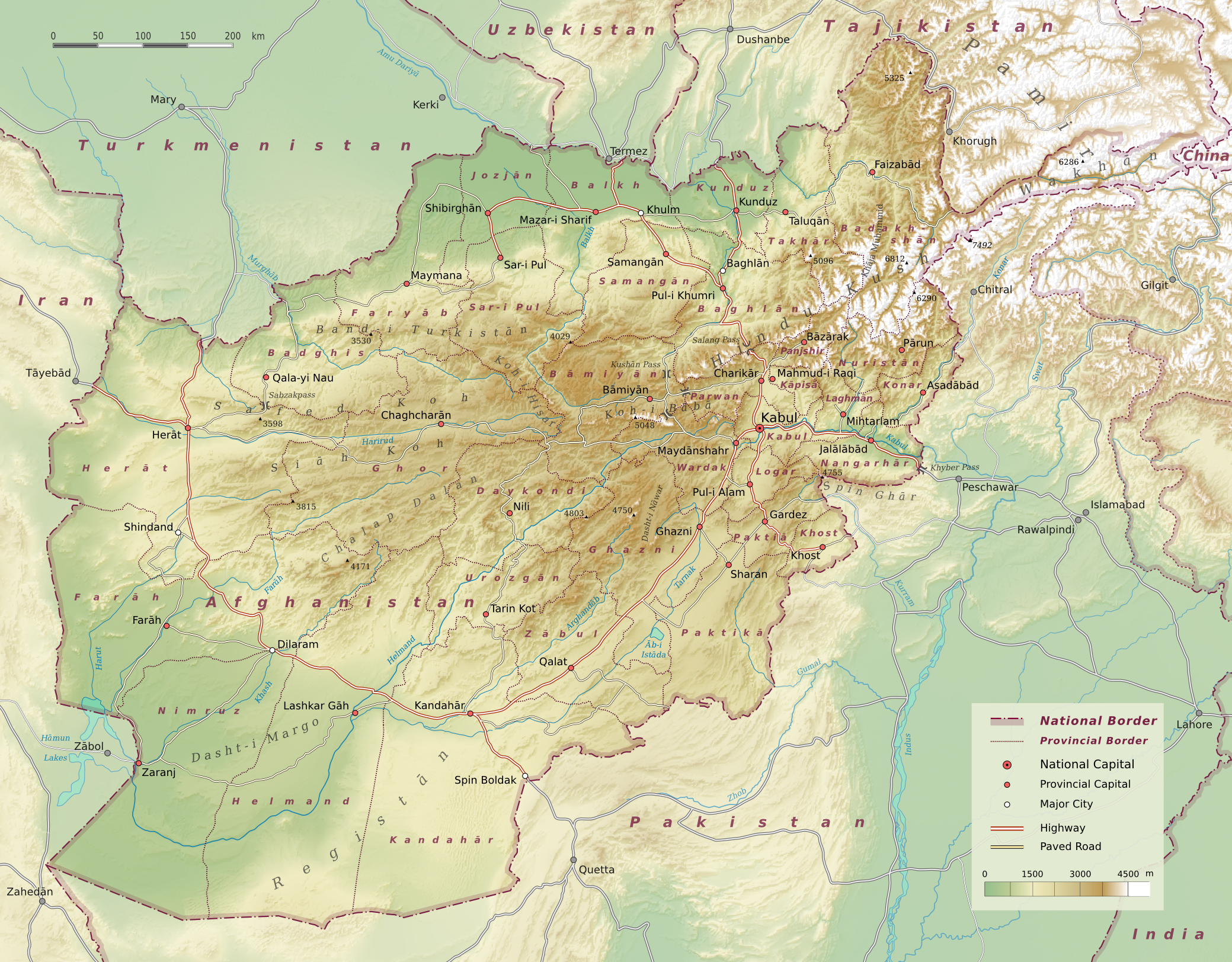
Рельєф Афганістану
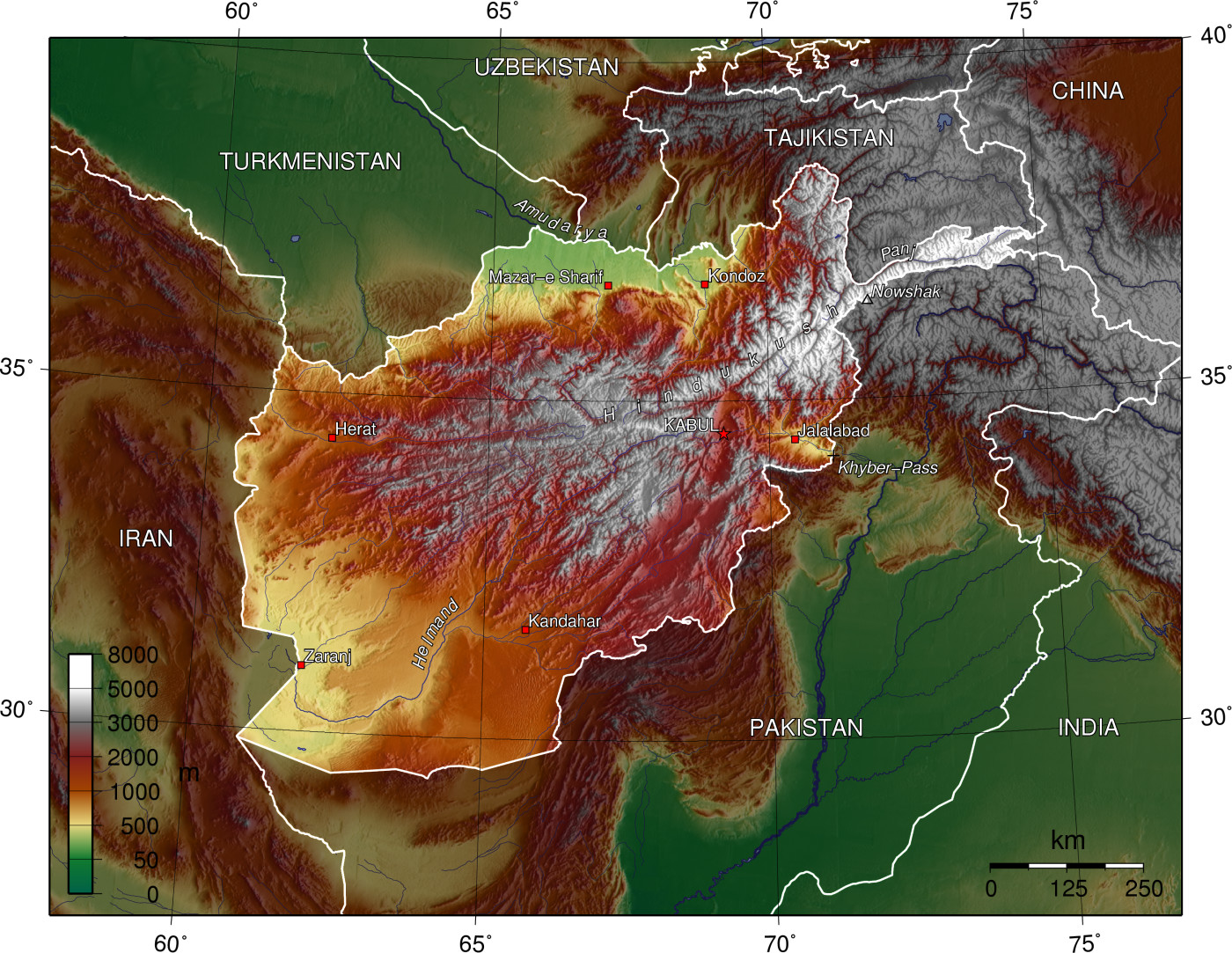
Гіпсометрична карта  Афганістану
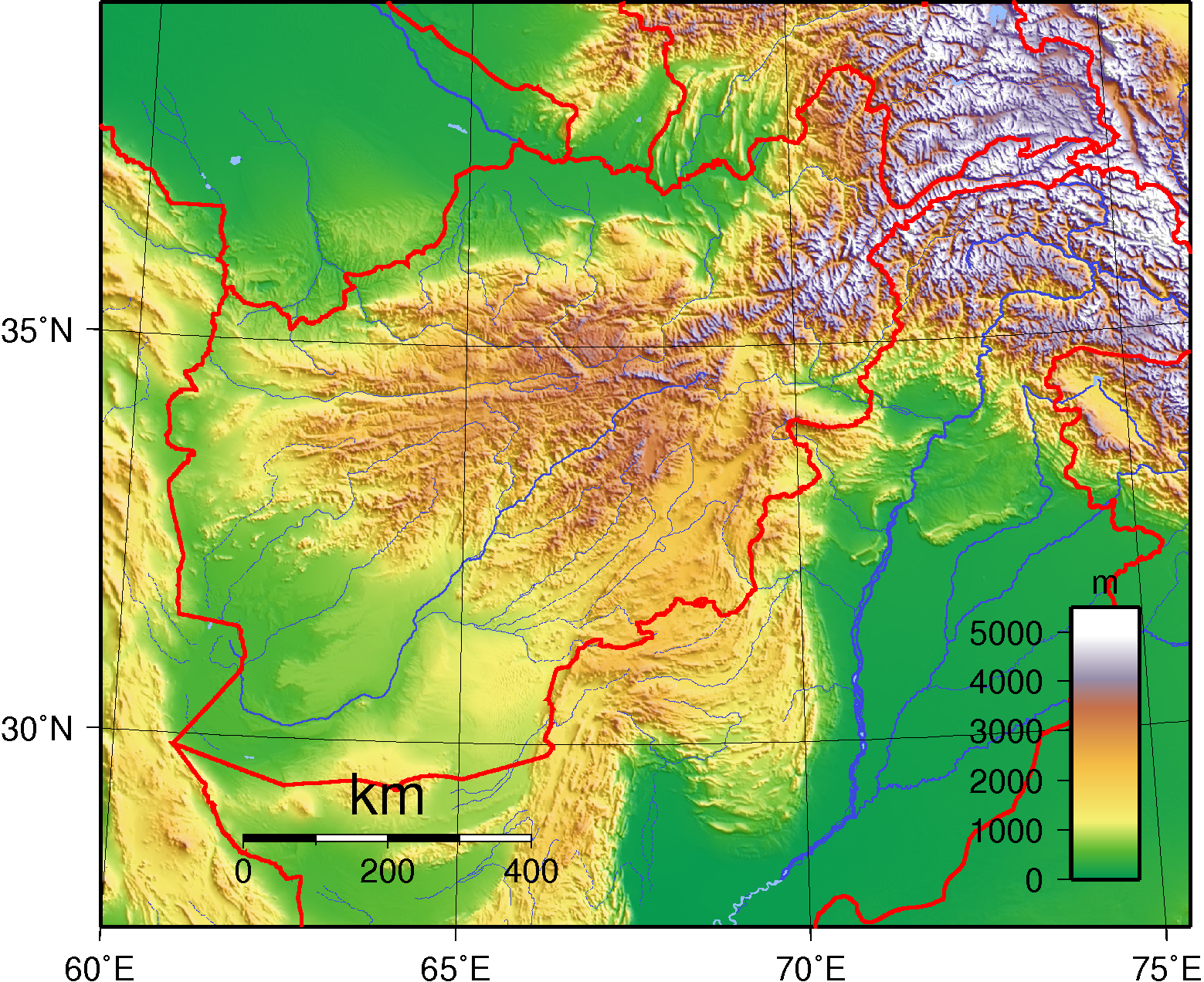
Рельєф Афганістану
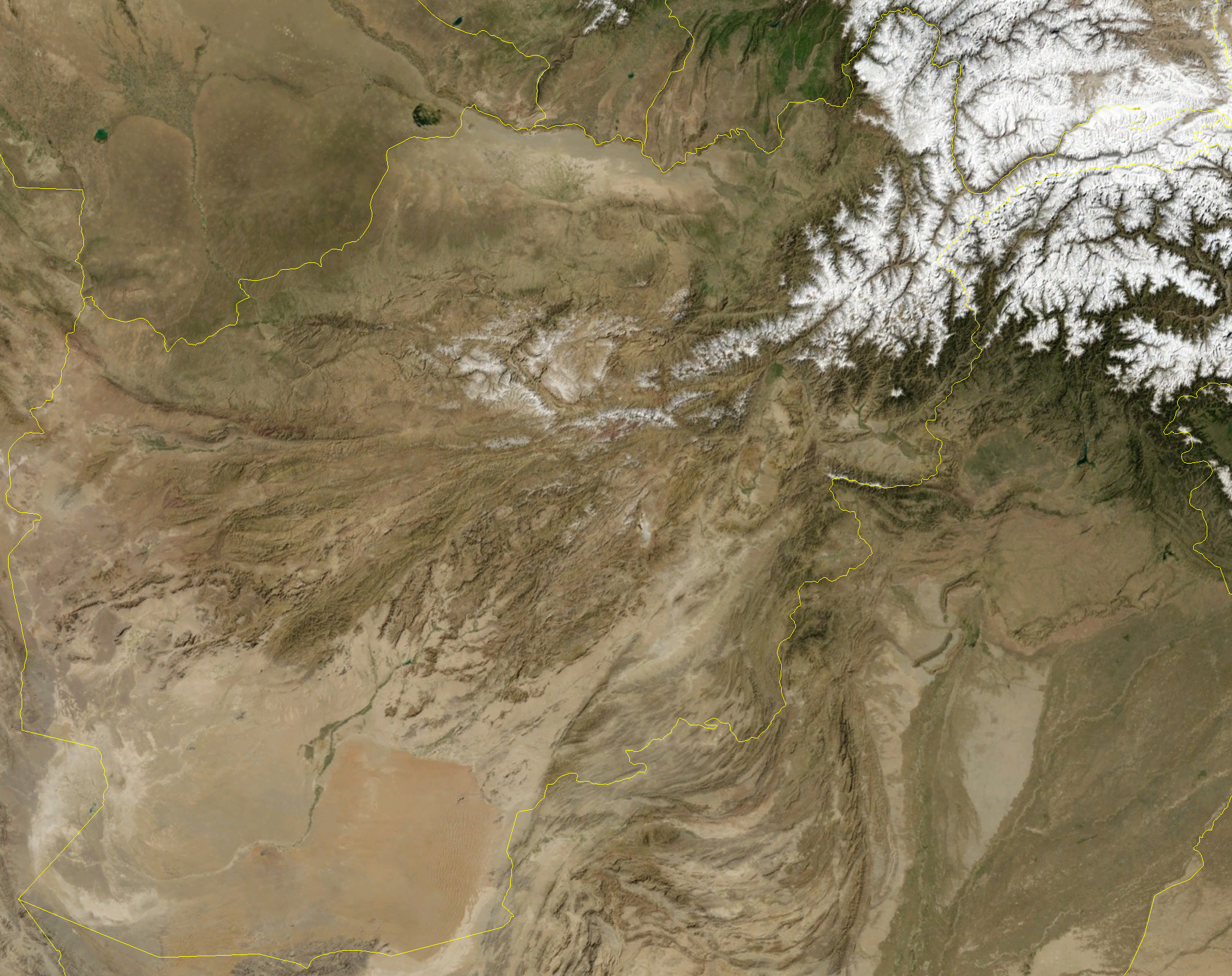
Супутниковий знімок поверхні країни
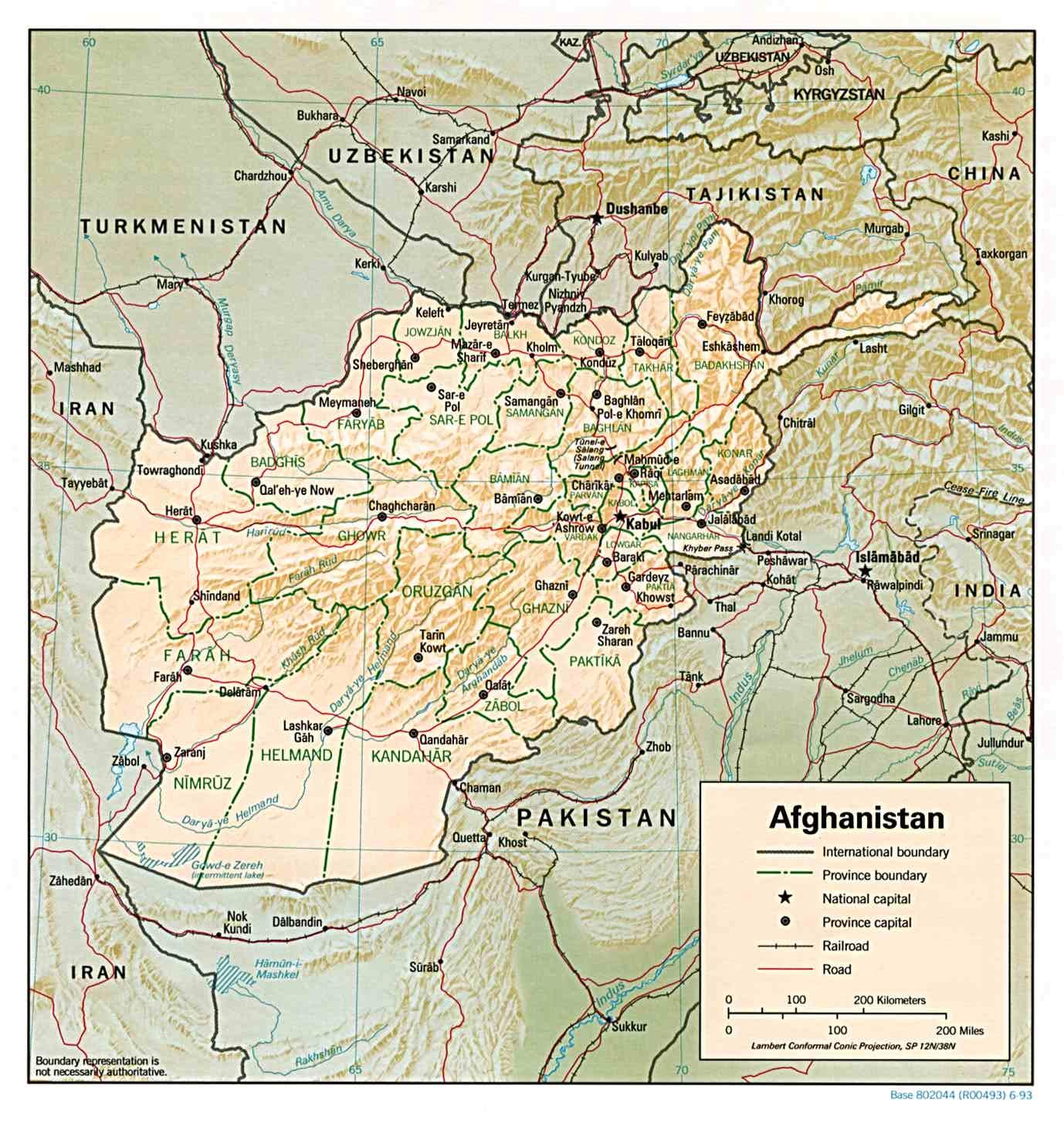
Карта країни (англ.)

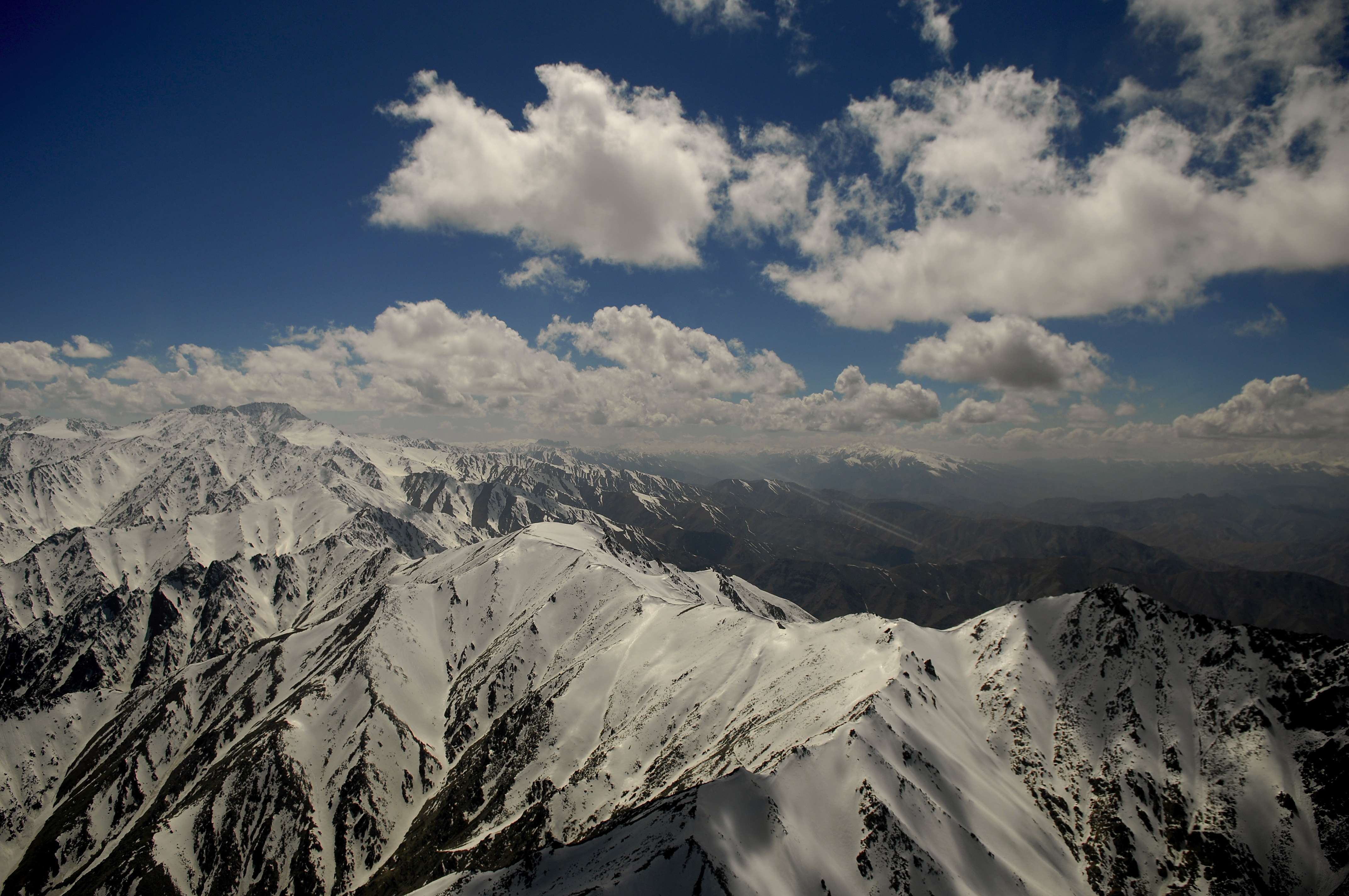
Хребет Гіндукуш
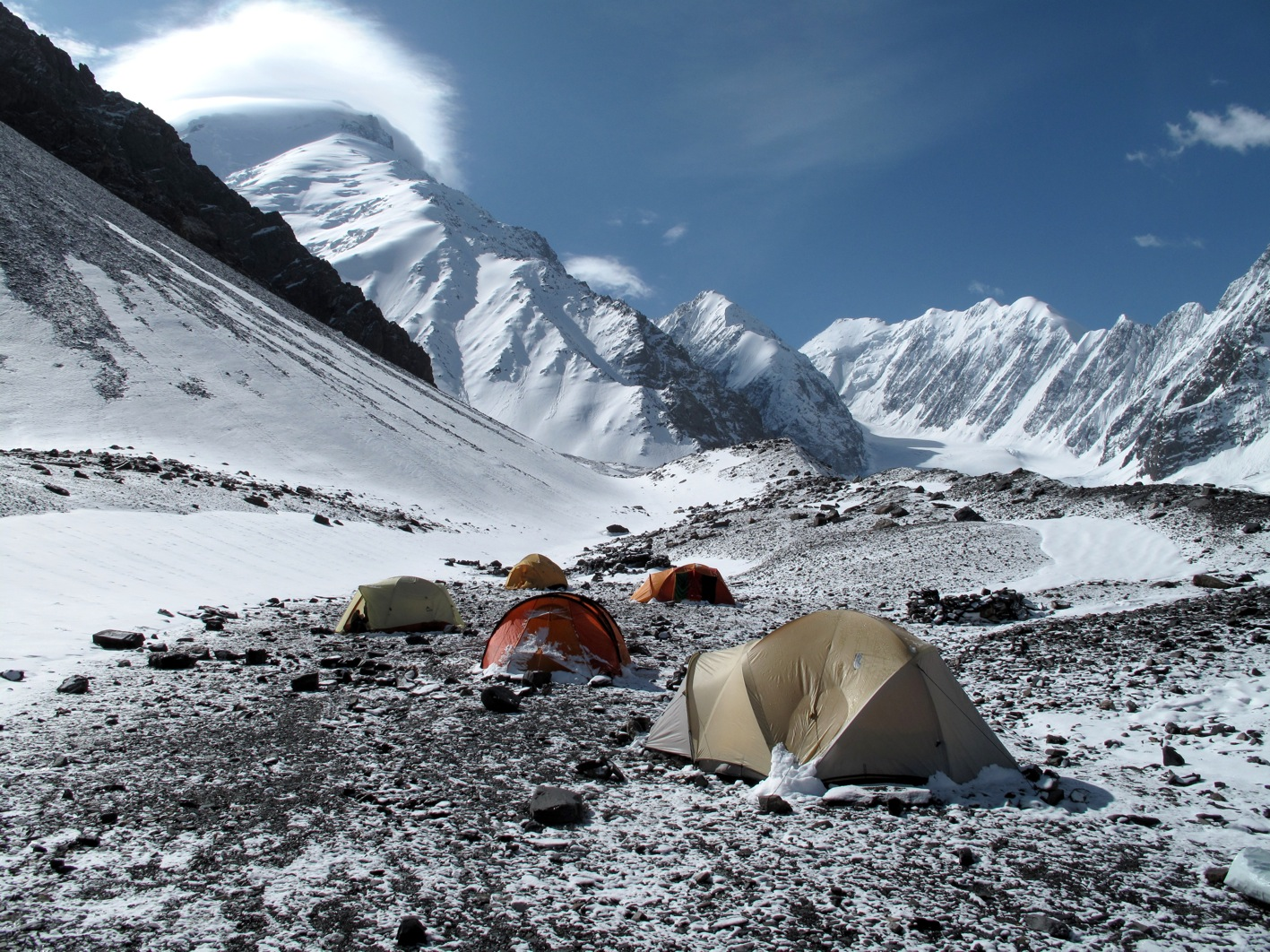
Гора Нушак
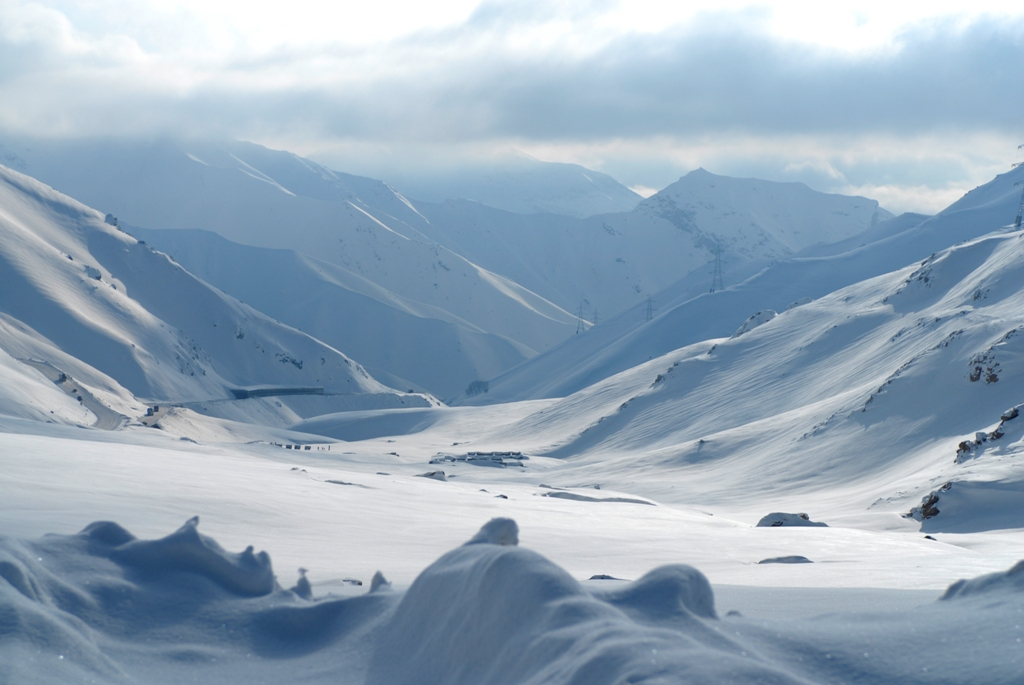
Перевал Саланг
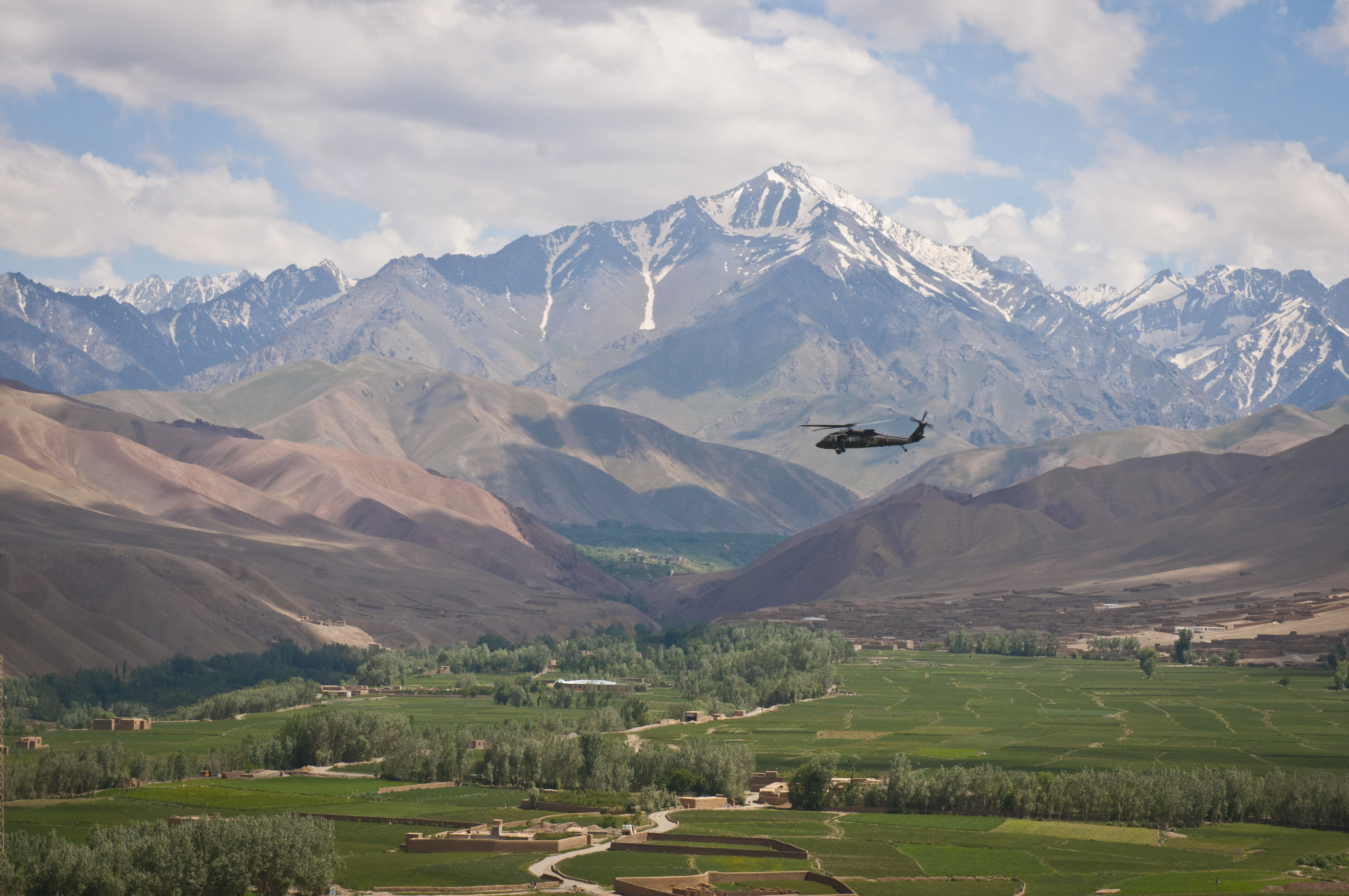
Долина Баміан
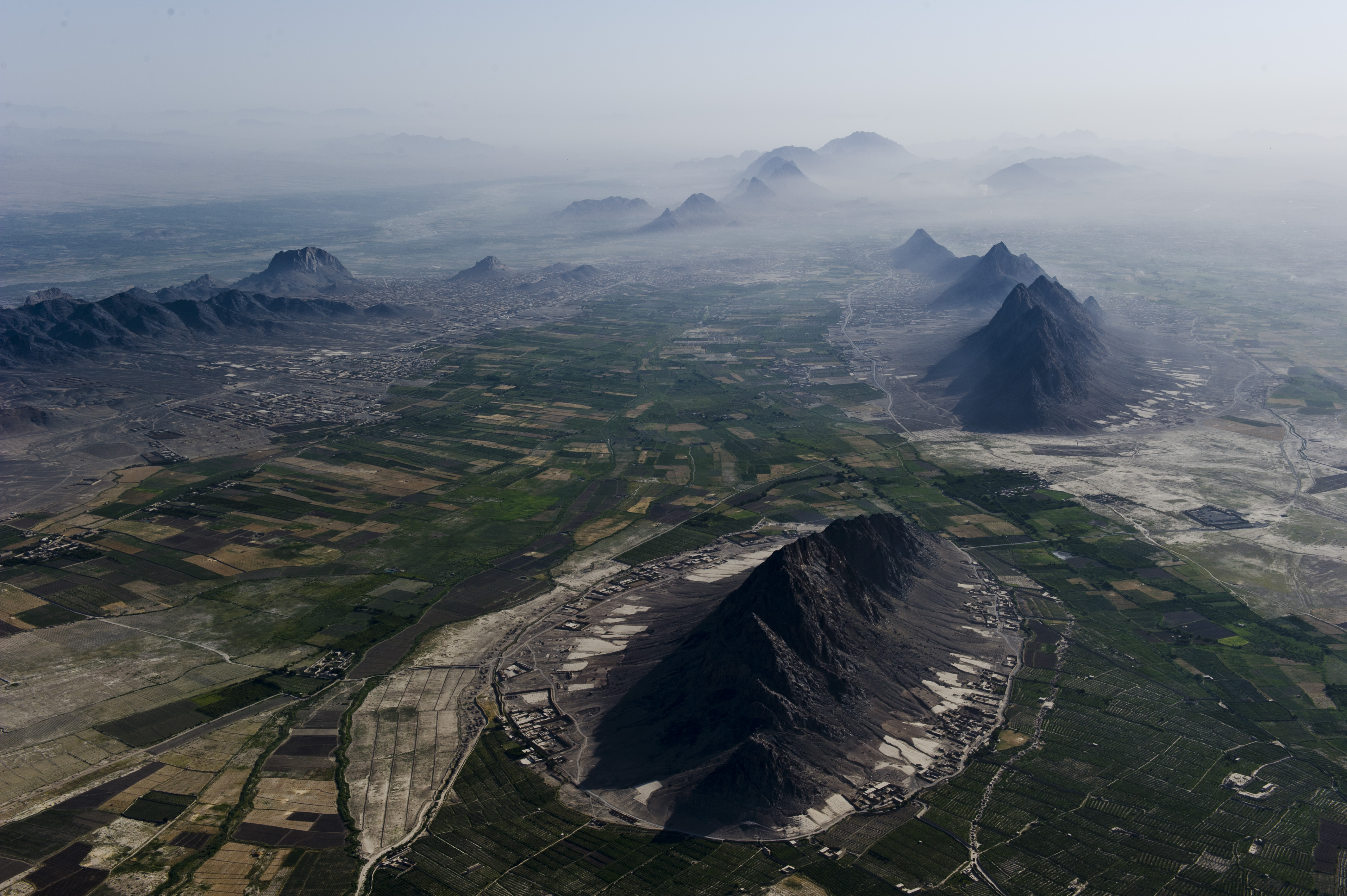
Долина Аргандабу

## Клімат
Територія Афганістану лежить у субтропічному кліматичному поясі. Влітку переважають тропічні повітряні маси зі спекотною посушливою погодою, взимку — помірні, що приносять прохолоду. Клімат більшості районів Афганістану різко континентальний, сухий, з великим коливанням річних і добових температур. У горах бувають суворі зими, коли сніг тримається 7—8 місяців. Літо в горах прохолодне. На рівнинах зима м'яка, літо жарке. Значні сезонні амплітуди температури повітря і розподілу атмосферних опадів, пересічні температури січня 0…+5°C, липня від +25…+30 °C, можливе випадіння снігу. Опадів випадає мало: в більшій частині Афганістану середня річна кількість — 350 мм на сході, в горах — близько 800 мм, в пустелях — менше 100 мм.

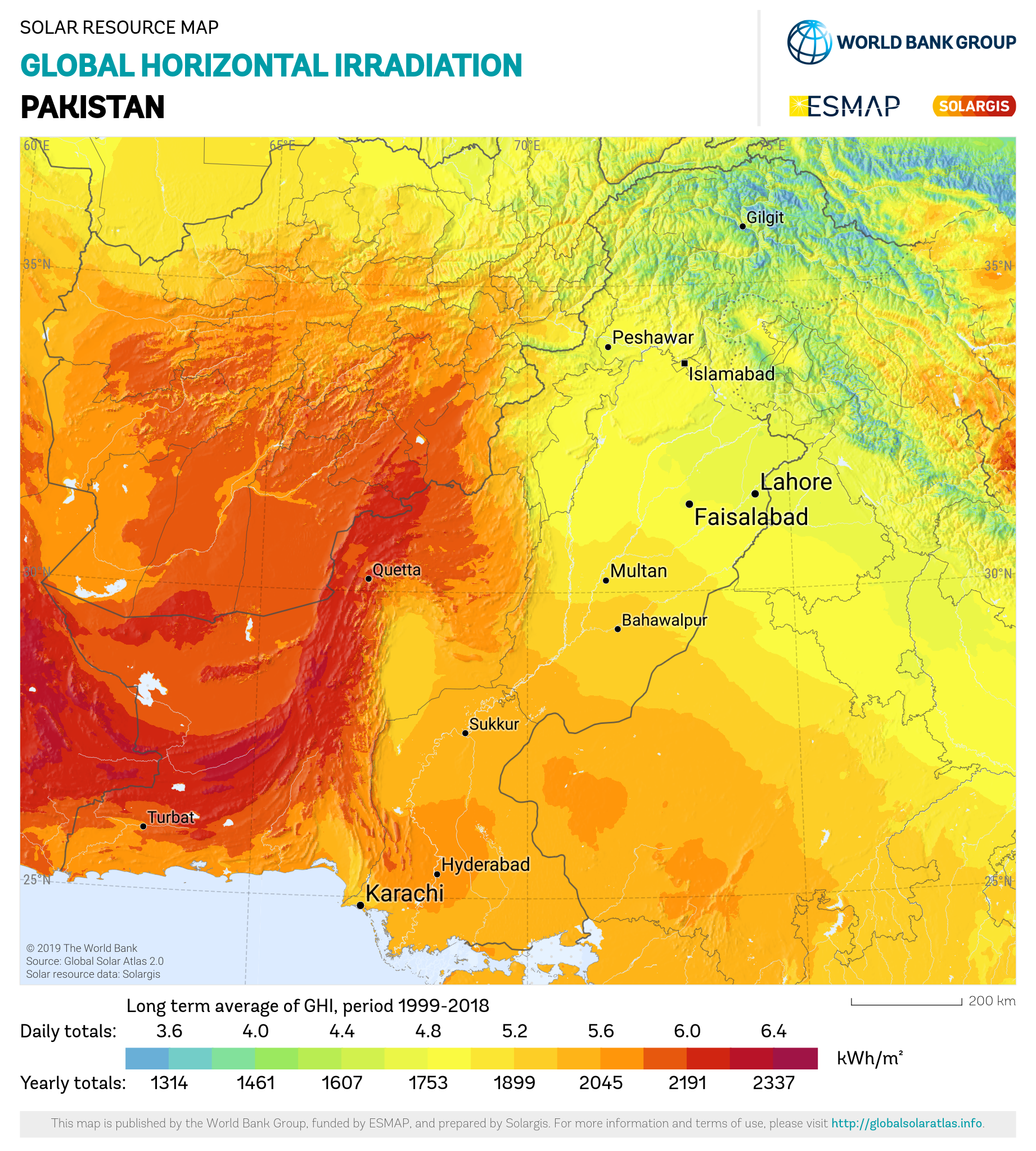
Сонячна радіація (англ.)
Кліматична карта Афганістану (за Кеппеном)
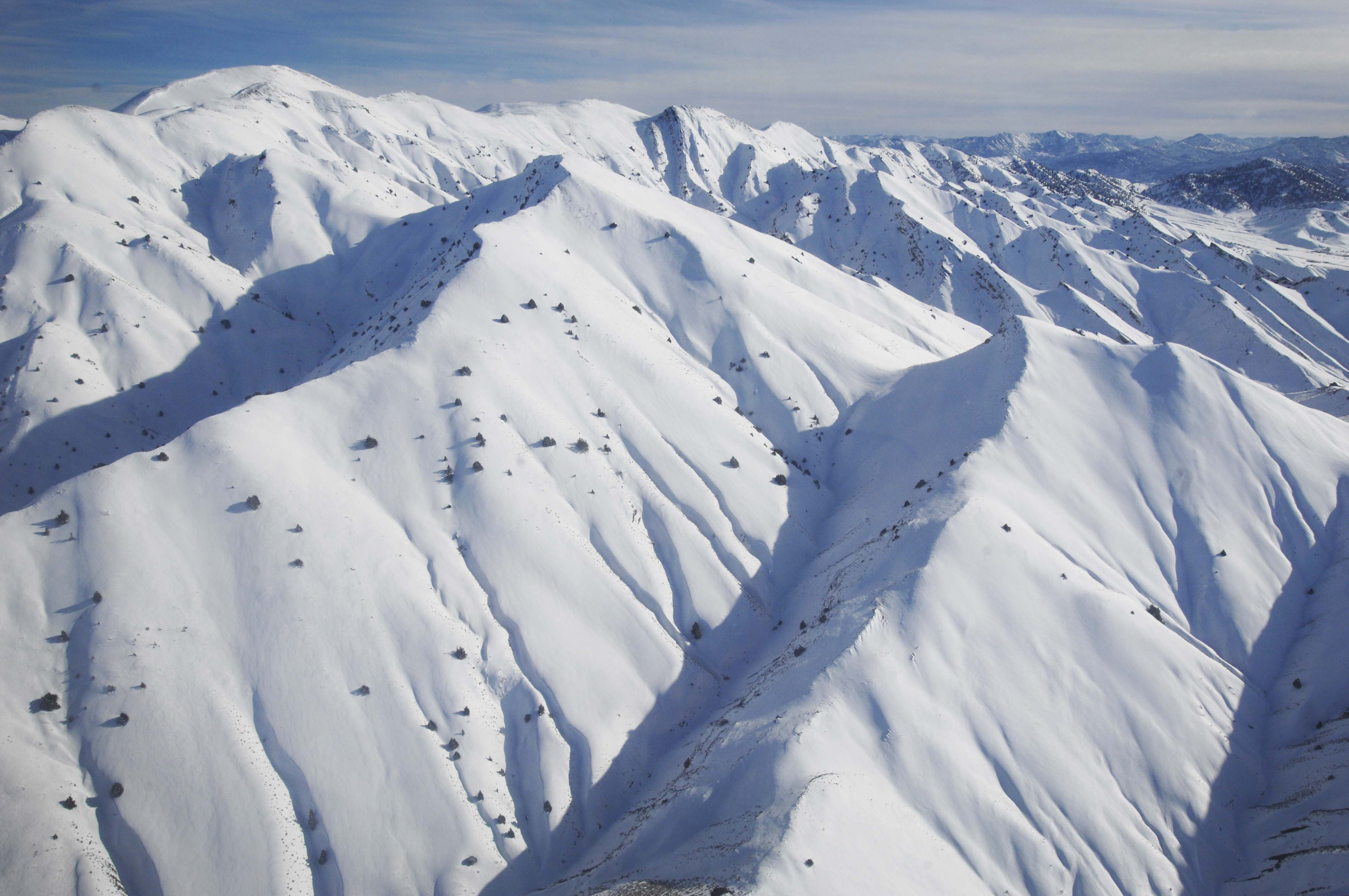
Сніг у горах провінції Пактія
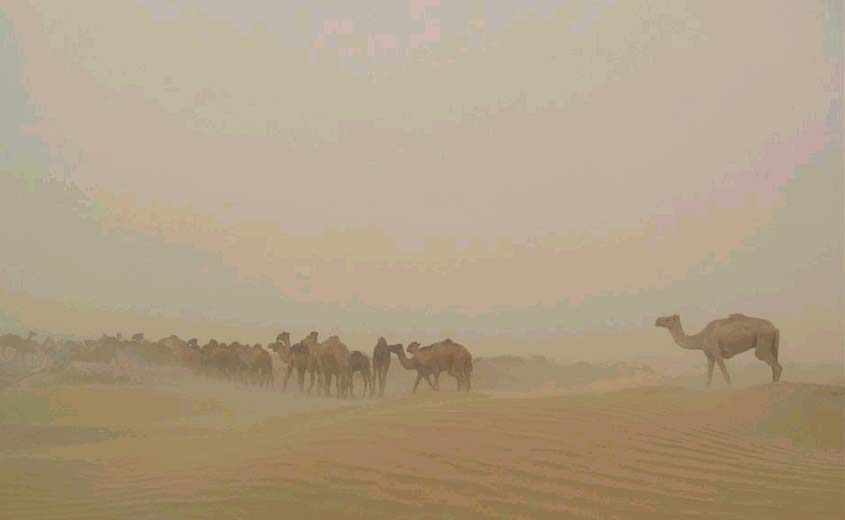
Пилова буря в Дашті-Марго

Афганістан є членом Всесвітньої метеорологічної організації (WMO), в країні ведуться систематичні спостереження за погодою.

## Внутрішні води

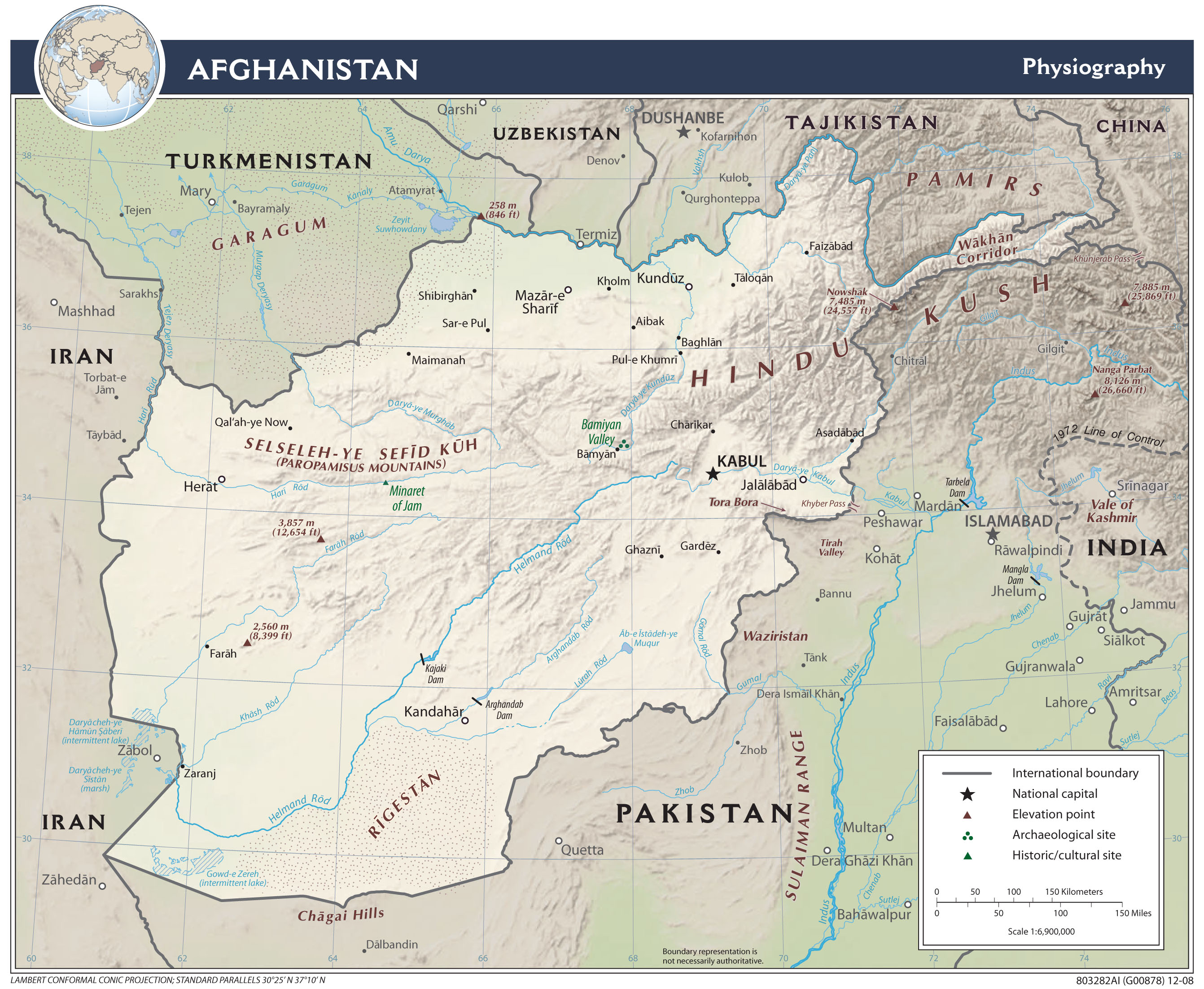
Гідрографічна мережа Афганістану
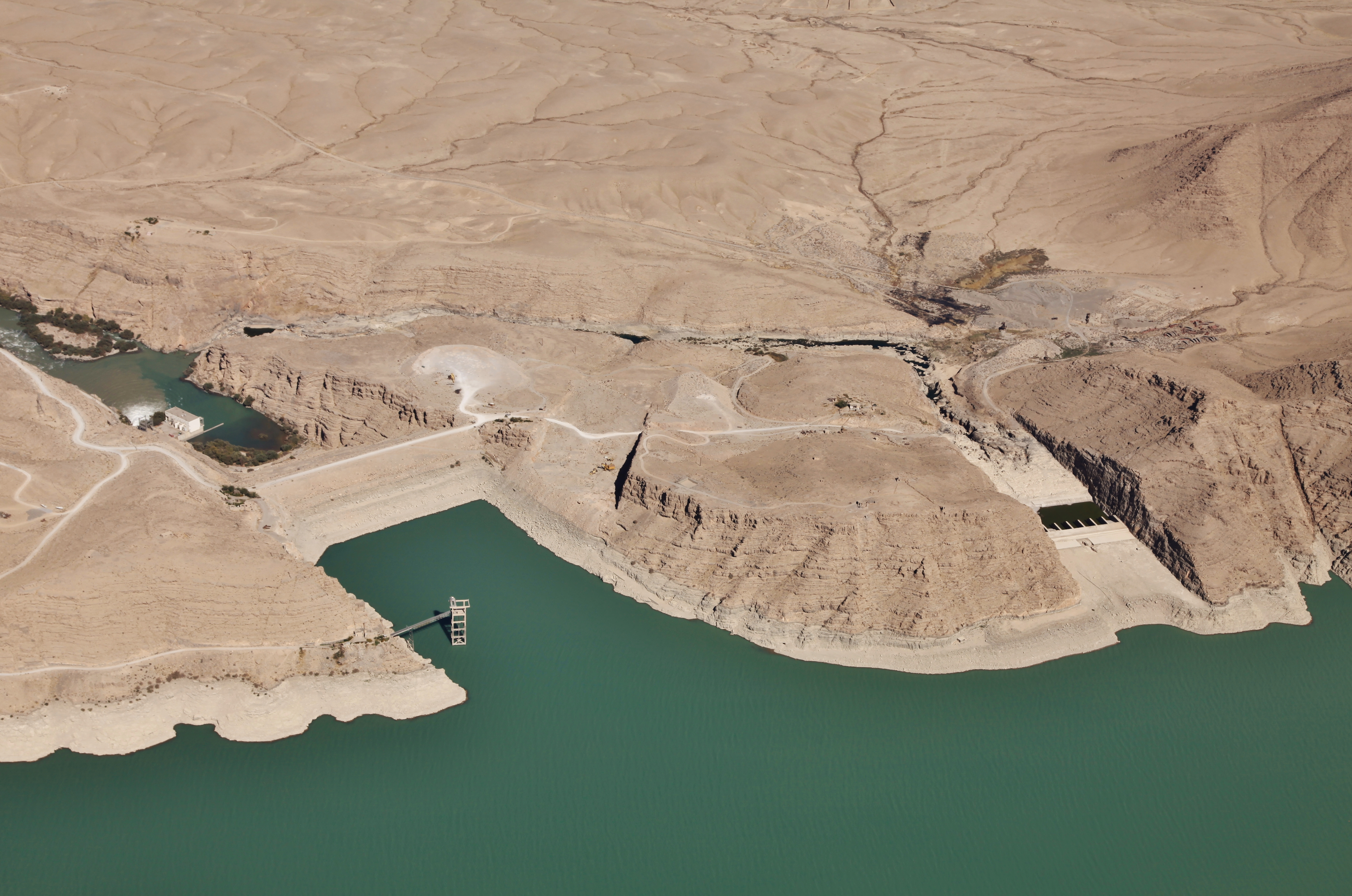
Водосховище Каджакі
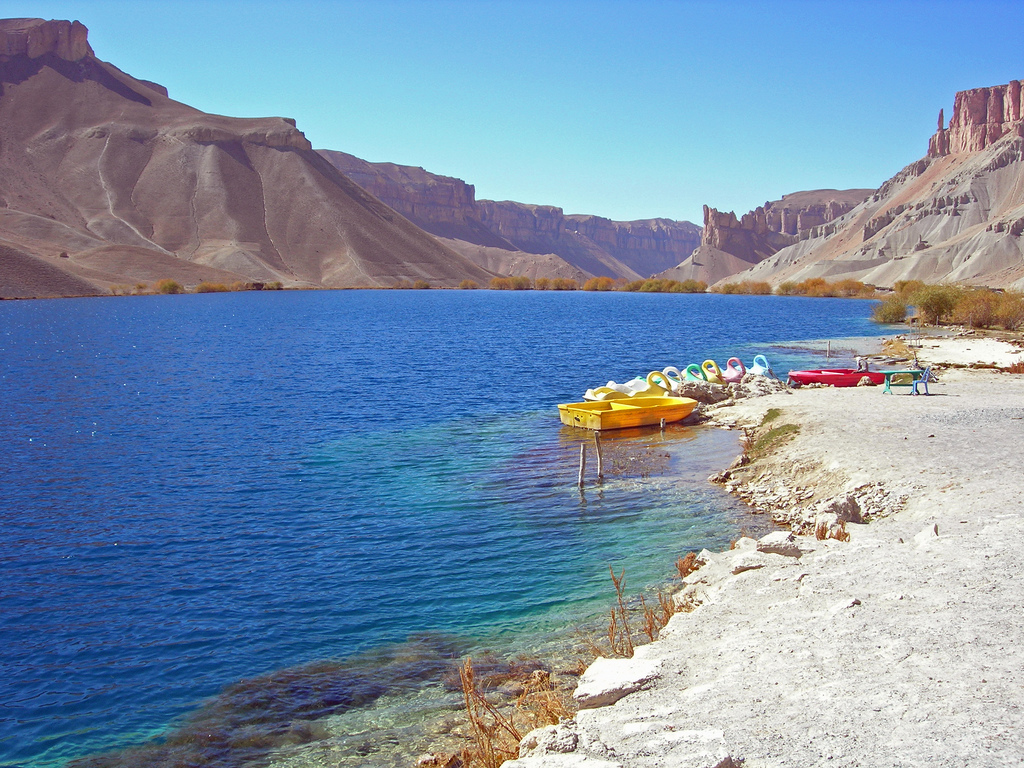
Озера Банді-Амір у центральній частині країни

### Річки
Річки країни належать безстічним областям Центральної Азії. Найважливіші річки: Амудар'я (протікає на кордоні з Таджикистаном, Пяндж, Мургаб, Геріруд, Гільменд, Кабул.

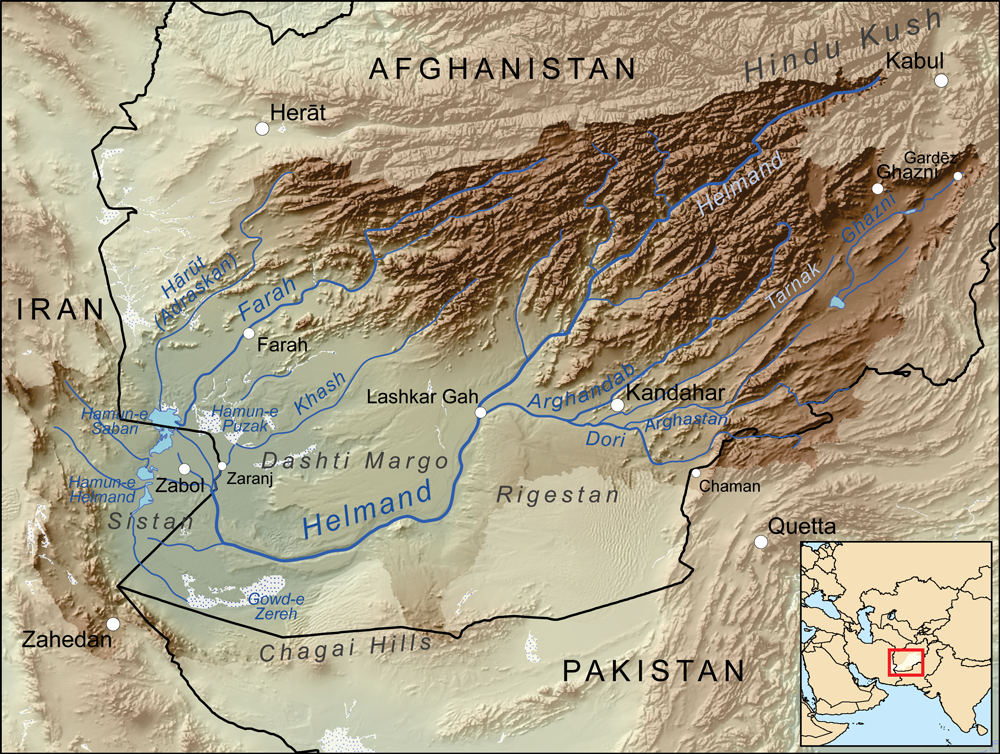
Сточище Гільменду
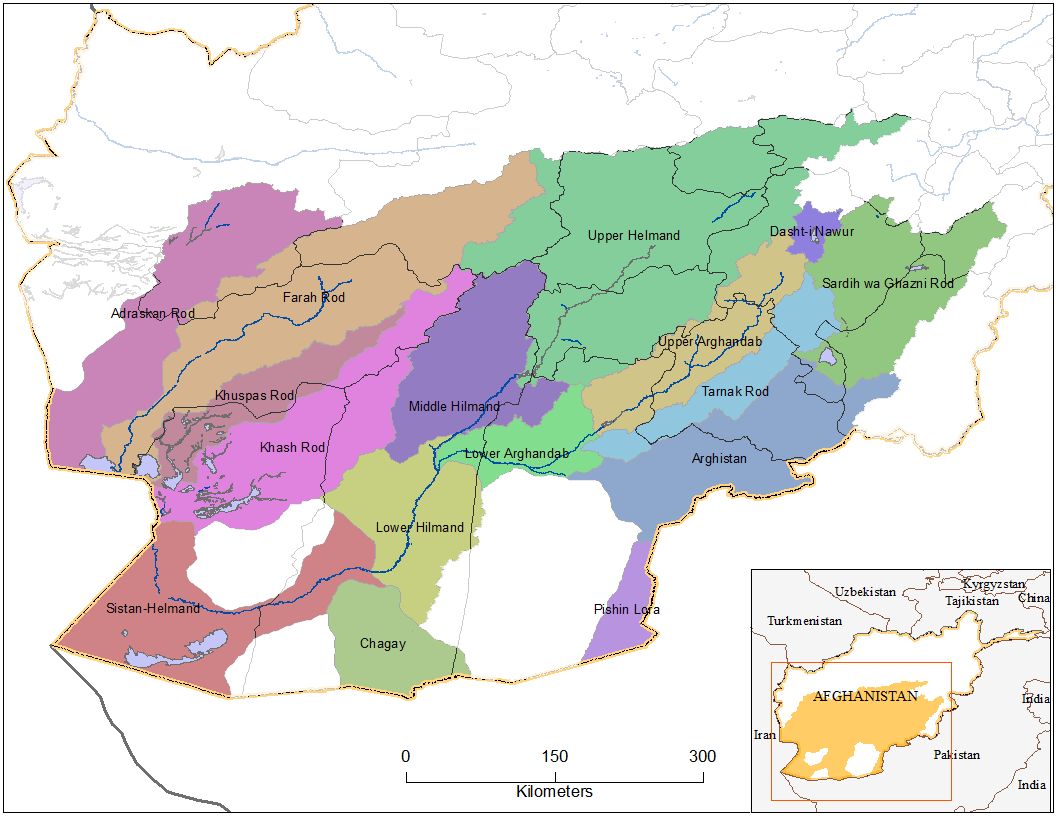
Річкові басейни приток Гільменду
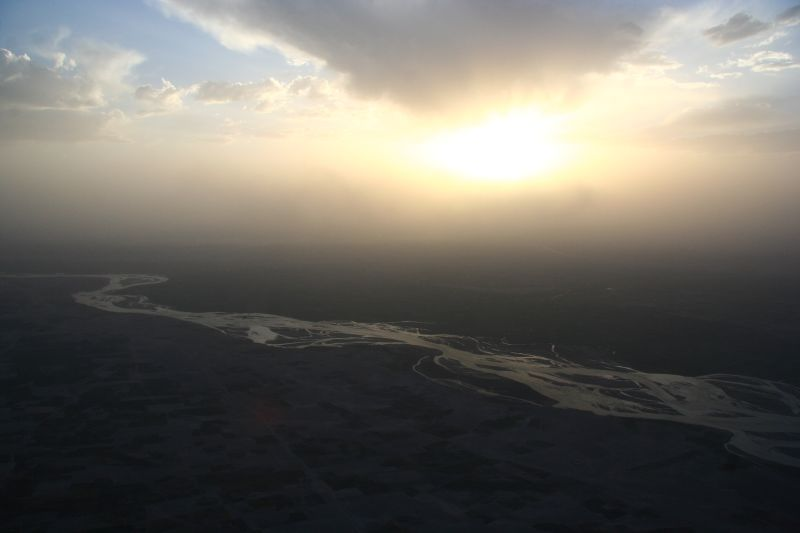
Річка Гільменд
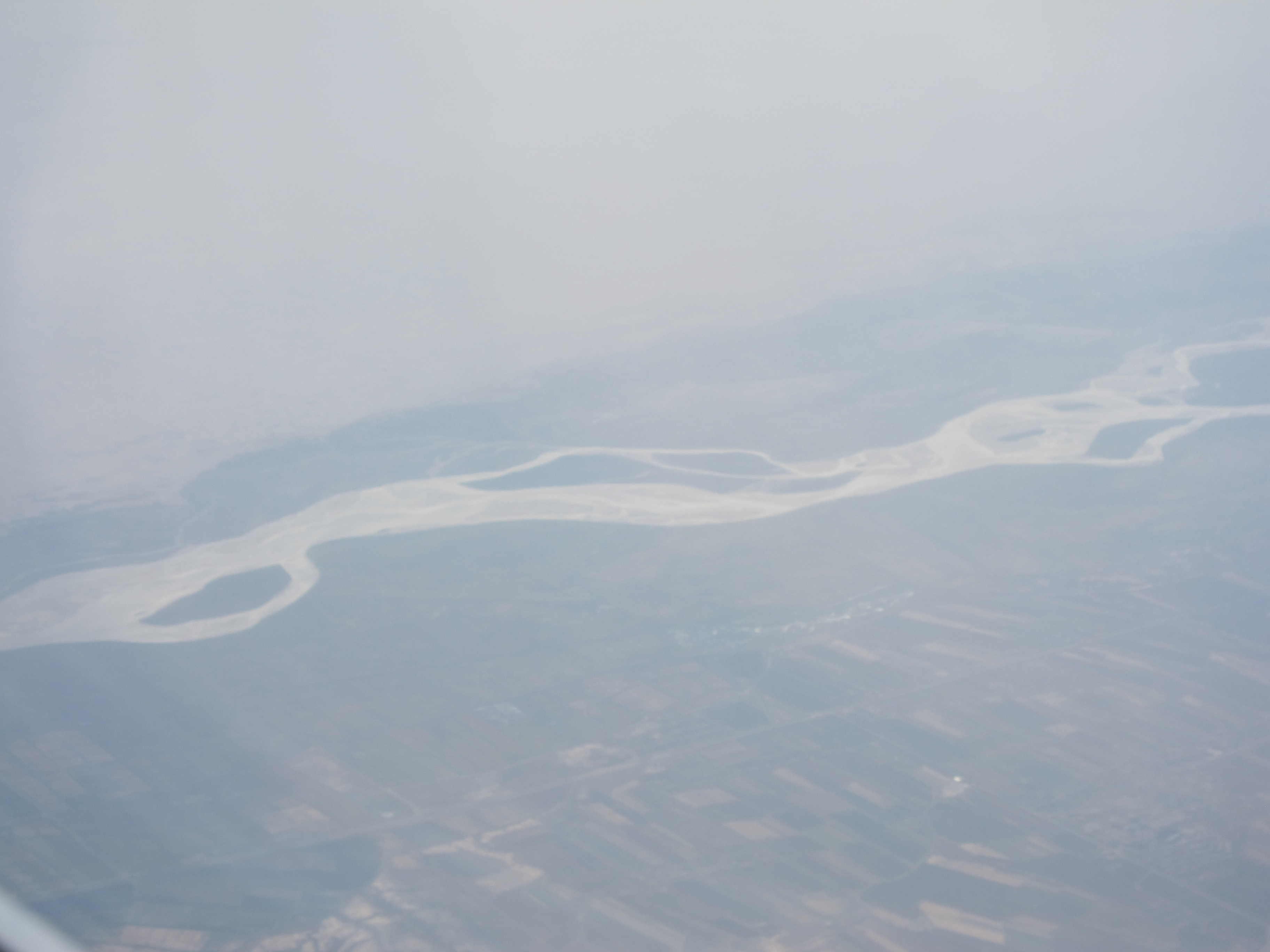
Річка Амудар'я на кордоні з Узбекистаном
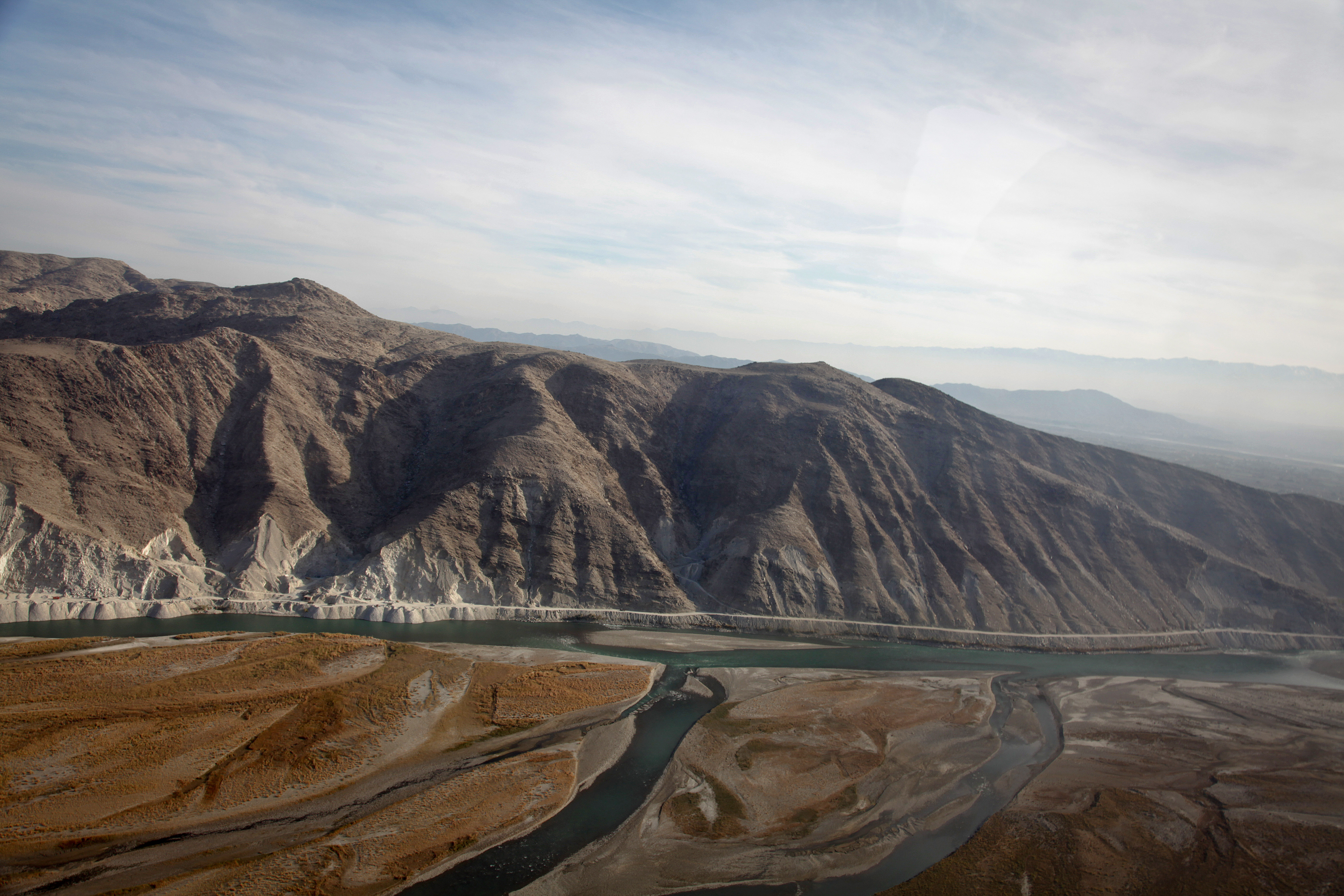
Злиття річок Кабул і Кунар

### Озера
Найбільші озера: Абі-Істада.

## Рослинність

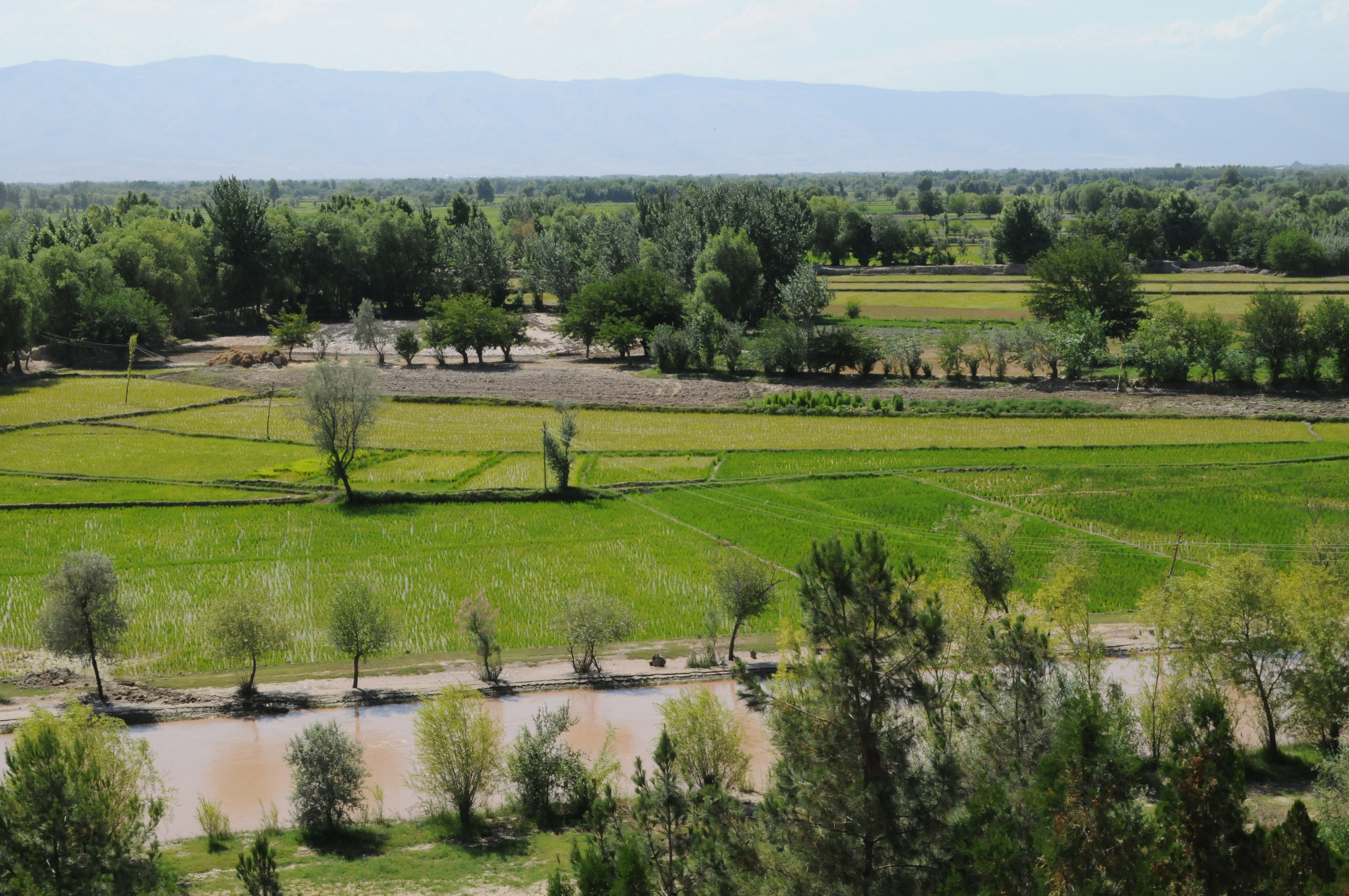
Долини північного Афганістану
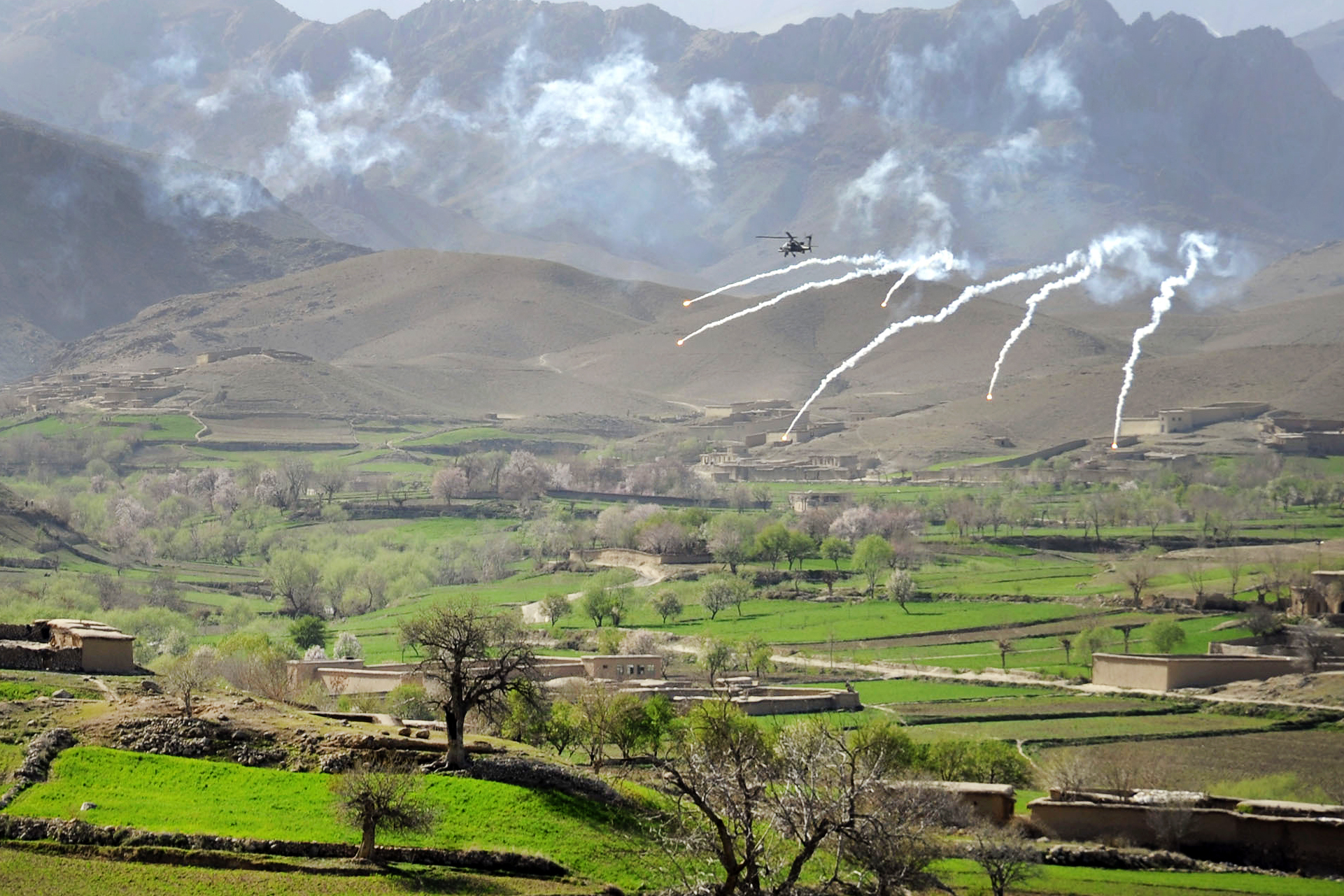
Долини центрального Афганістану
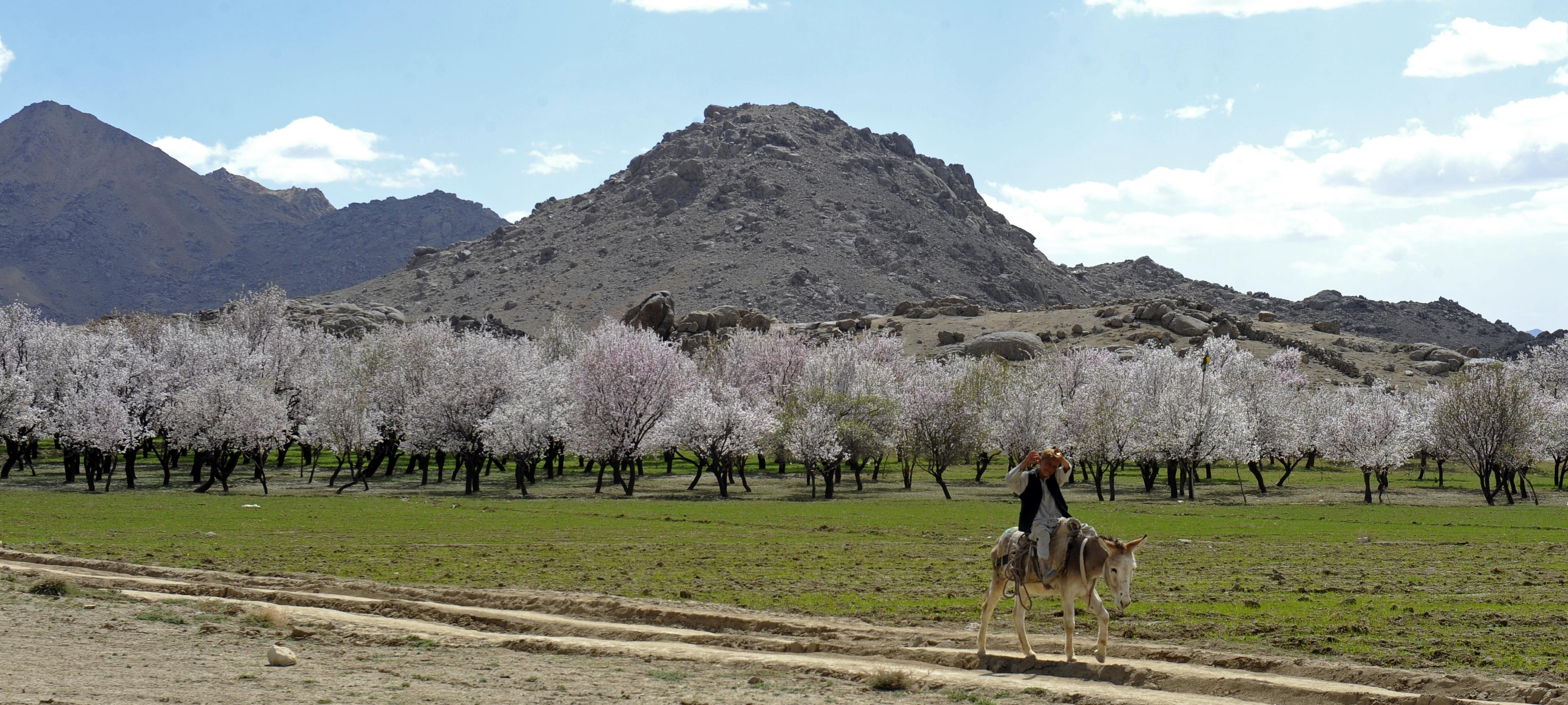
Сади мигдалю південного Афганістану
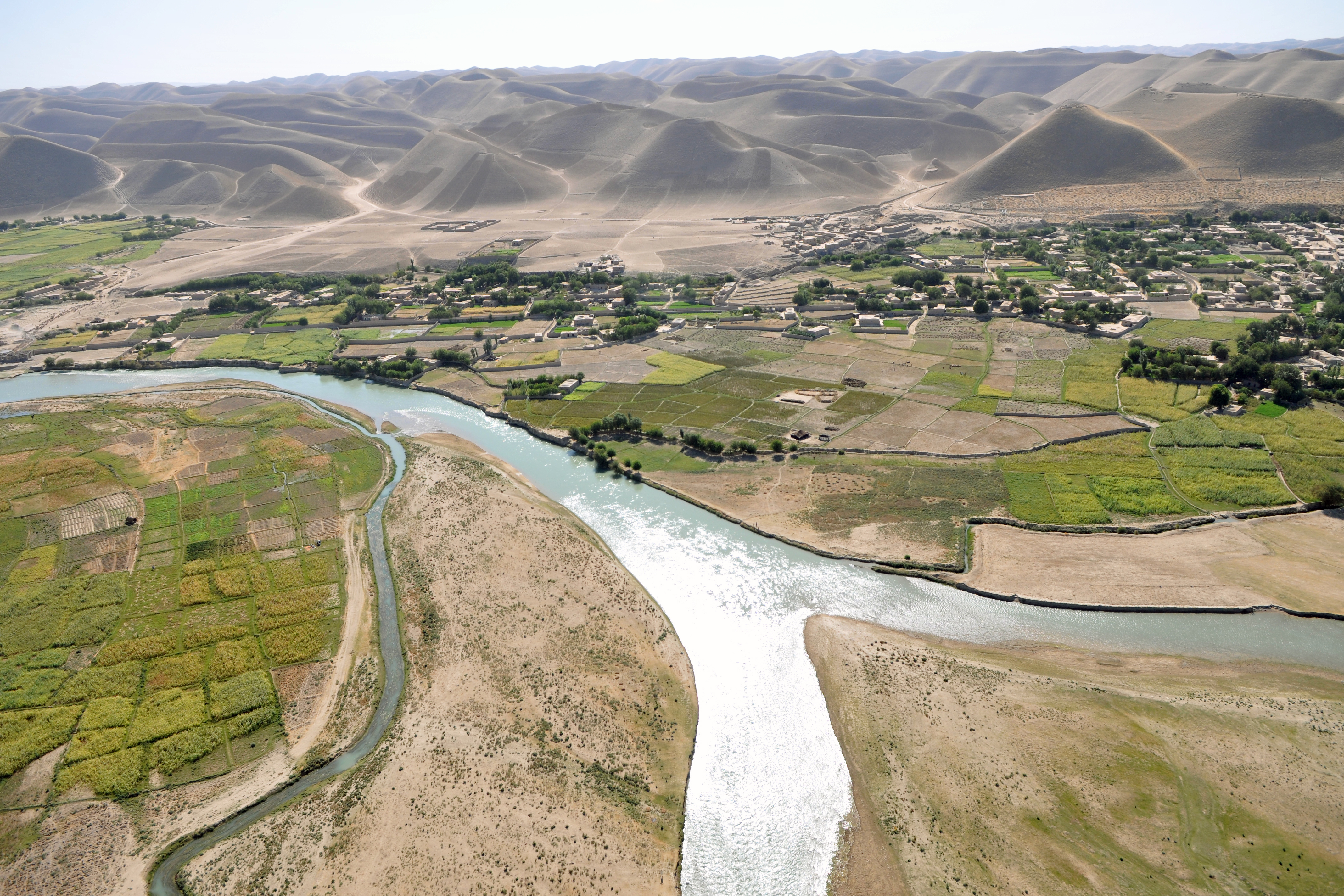
Долини західного Афганістану
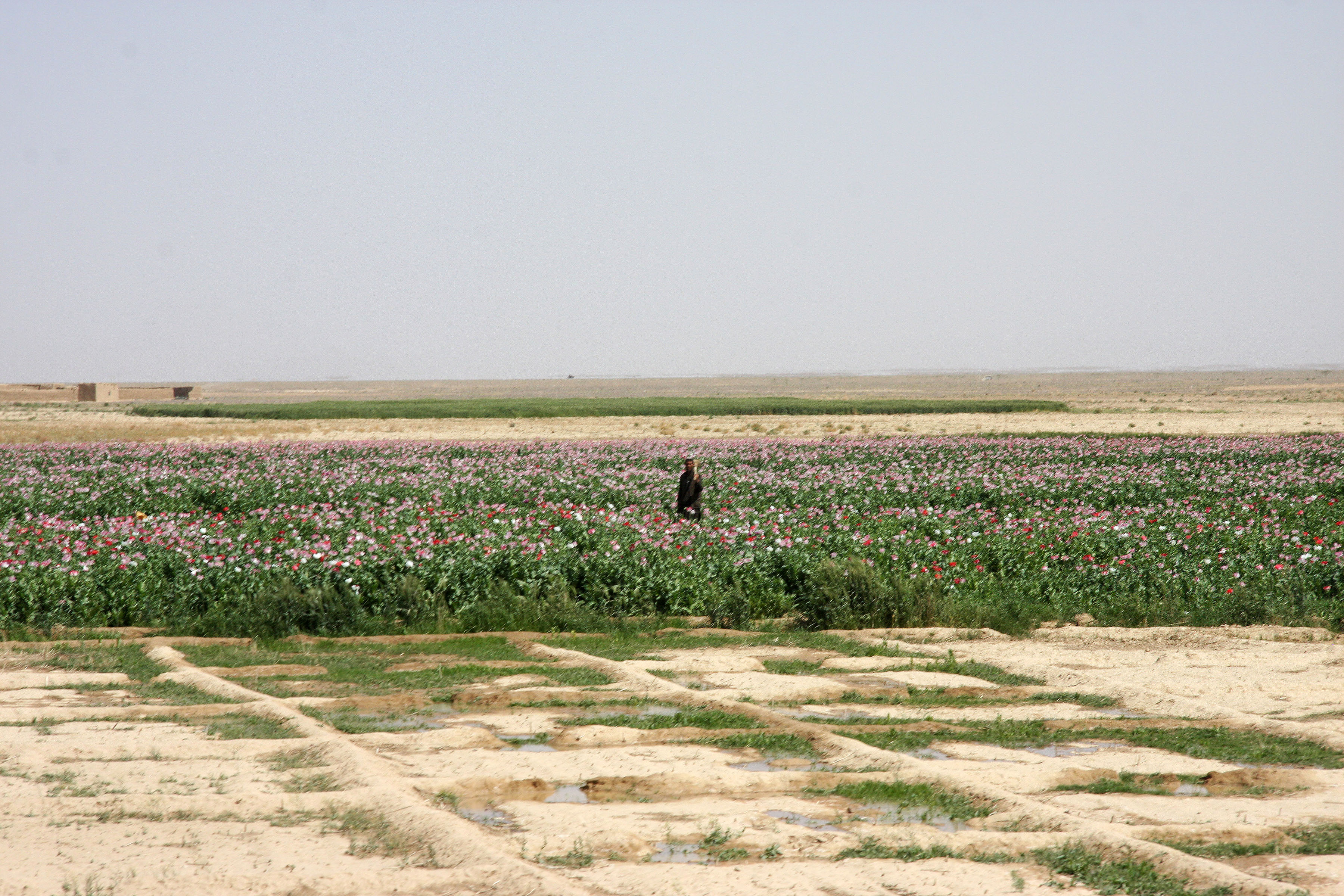
Плантації опійного маку на південному-заході

## Тваринний світ
За зоогеографічним районуванням світу країна належить до Голарктичної області, рівнинні пустельні території заходу — до Ірано-Турецької провінції Середземноморської підобласті, гори північного сходу й хребет Гіндукуш — до Нагірно-Азійської провінції Центральноазійської підобласті. Афганістан — переважно гірська країна. Тому основу тваринного населення регіону становлять інтразональні гірські тваринні угруповання, характерні для субтропічного кліматичного поясу. Зональними в регіоні є напівпустельні (сухостепові) і пустельні угруповання тварин. Домінуючими в зональних угрупованнях є ксерофільні та  ультраксерофільні групи та види тварин.

## Стихійні природні явища
На території країни спостерігаються небезпечні природні явища і стихійні лиха:
- руйнівні землетруси у Гіндукуші;
- повіді;
- посухи[1].

## Природні ресурси

### Мінеральні ресурси

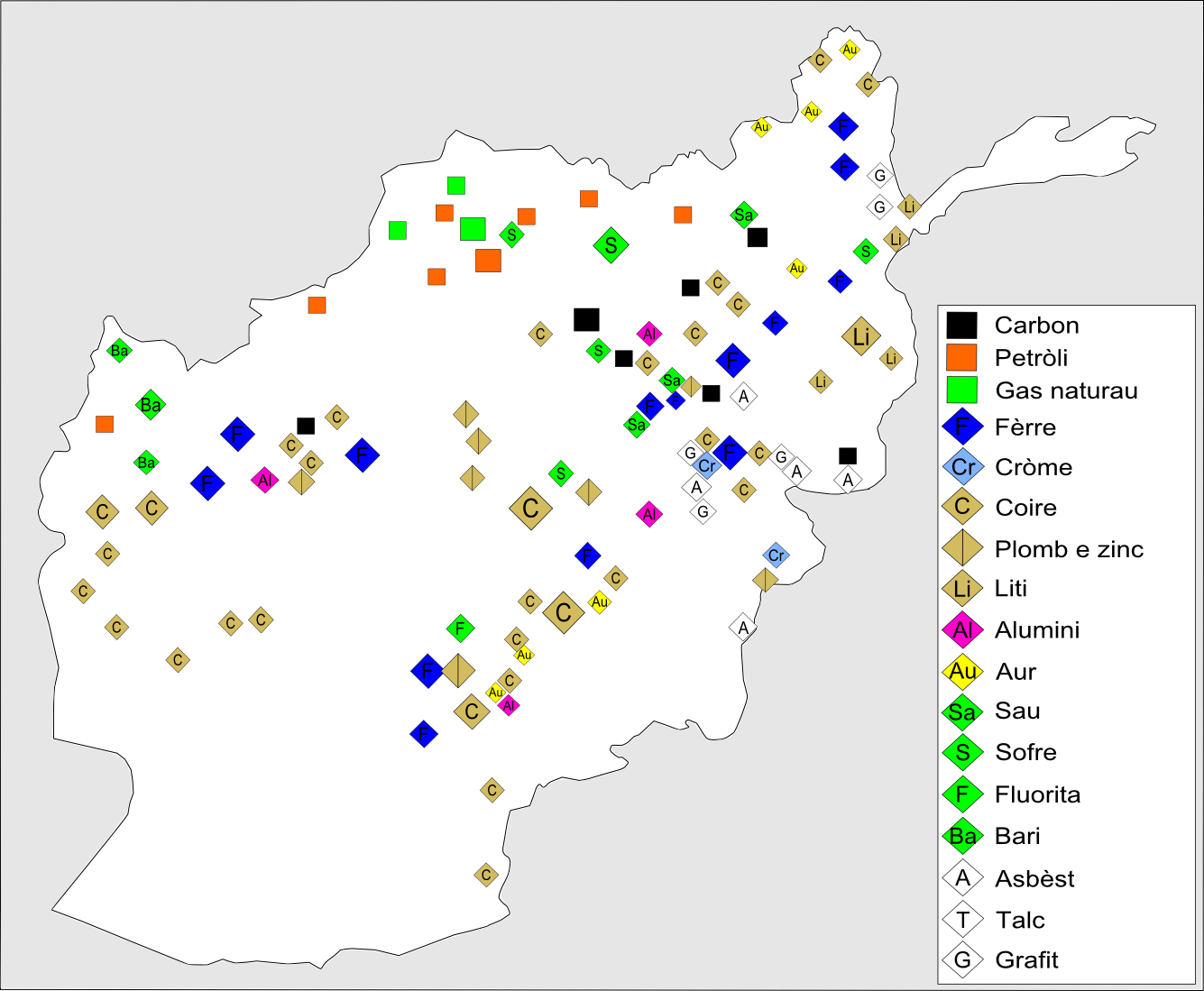
Поклади мінеральної сировини

Надра Афганістану багаті на ряд корисних копалин: природний газ, нафту, кам'яне вугілля, мідь, хроміти, тальк, барит, сірку, свинець, цинк, залізну руду, кам'яну сіль, коштовне каміння.

### Водні ресурси
Загальні запаси відновлюваних водних ресурсів (ґрунтові і поверхневі прісні води) становлять 65,33 км³. Станом на 2012 рік в країні налічувалось 32080 км² зрошуваних земель.

### Земельні ресурси
Земельні ресурси Афганістану (оцінка 2011 року):
- придатні для сільськогосподарського обробітку землі — 58,1 %,
  - орні землі — 11,9 %,
  - багаторічні насадження — 0,2 %,
  - землі, що постійно використовуються під пасовища — 46 %;
- землі, зайняті лісами і чагарниками — 2,1 %;
- інше — 39,8 %[1]

## Охорона природи
Серед екологічних проблем варто відзначити:
- обмежені ресурси природних джерел питної води;
- недостатні технологічні запаси питної води;
- деградацію земель;
- перевипасання;
- знеліснення (велика частина лісів, що залишилися вирубуються на паливо і будівельні матеріали);
- спустелювання;
- забруднення повітря і вод.

Афганістан є учасником ряду міжнародних угод з охорони навколишнього середовища:
- Конвенції про біологічне різноманіття (CBD),
- Рамкової конвенції ООН про зміну клімату (UNFCCC),
- Конвенції ООН про боротьбу з опустелюванням (UNCCD),
- Конвенції про міжнародну торгівлю видами дикої фауни і флори (CITES),
- Конвенції про заборону військового впливу на природне середовище (ENMOD),
- Лондонської конвенції про запобігання забрудненню моря скиданням відходів,
- Монреальського протоколу з охорони озонового шару[1].

Урядом країни підписані, але не ратифіковані міжнародні угоди щодо:
- Базельської конвенції протидії транскордонному переміщенню небезпечних відходів,
- Конвенції з міжнародного морського права,
- Конвенції з охорони морських живих ресурсів[1].

## Фізико-географічне районування
У фізико-географічному відношенні територію Афганістану можна розділити на 3 райони, що відрізняються один від одного рельєфом, кліматом, рослинним покривом:
- Гіндукуш. Крайня південна область Центральноазійської гірської країни, що займає північно-східну частина країни. Морфоструктурно це високий глибово-складчастий гірський хребет. Помірний сезонно посушливий клімат. Ландшафти субтропічних постійно вологих приокеанічних лісів і альпійських лук високогір'їв на заході; субтропічних рідколісь і степів високогір'їв у центральній частині; субтропічних пустель високогір'їв на сході.
- Центральні гори. Північні окраїнні гори східної області Іранської нагірної країни. Морфоструктурно це середньовисотні й високі глибово-складчасті гори гімалайсько-альпійської системи — Банді-Туркестан, Сафед-Кох, Кохі-Баба, Середньо-Афганські гори, Паропаміз. Субтропічний сезонно посушливий клімат. Ландшафти субтропічних рідколісь і степів високогір'їв, субтропічних степів і пустель високогір'їв.
- Південно-східні плоскогір'я. Займає південно-східну частину Афганістану. Східна область Іранської нагірної країни (Центрально-Іранське плоскогір'я). Морфоструктурно це середньовисотні складчасті плоскогір'я — Сістан, Регістан. Засолені ґрунти області внутрішнього епізодичного стоку. Субтропічний посушливий клімат. Ландшафти субтропічних лісів, степів і лук високогір'їв на заході; субтропічних пустель і напівпустель, субтропічних рідколісь і степів високогір'їв у центрі й на сході. Оази.

### Українською
- Атлас світу / голов. ред. І. С. Руденко ; зав. ред. В. В. Радченко ; відп. ред. О. В. Вакуленко. — К. : ДНВП «Картографія», 2005. — 336 с. — ISBN 9666315467.
- Атлас. 7 клас. Географія материків і океанів / Укладачі О. Я. Скуратович, Н. І. Чанцева. — К. : ДНВП «Картографія», 2014.
- Барановська О. В. Фізична географія материків і океанів : навч. посіб. для студентів ВНЗ : [у 2 ч.]. — Н. : Ніжинський державний університет ім. Миколи Гоголя, 2013. — 306 с. — ISBN 978-617-527-106-3.
- Бєлозоров С. Т. Географія материків. — К. : Вища школа, 1971. — 371 с.
- Афганістан // Гірничий енциклопедичний словник : [у 3-х тт.] / за ред. В. С. Білецького. — Д. : Східний видавничий дім, 2004. — Т. 3. — 752 с. — ISBN 966-7804-78-X.
- Гілецький Й. Р. Природні ресурси світу : Навч. посібник. — Львів : Світ, 2004. — 304 с. — ISBN 966-603-307-0
- Гожик П. Ф., Лялько В. І., Бабаєв Ю. Ю. Регіональна геологія світу. — К. : Наук. думка, 2015. — 424 с.
- Дубович І. А. Країнознавчий словник-довідник. — 5-те вид., перероб. і доп. — К. : Знання, 2008. — 839 с. — ISBN 978-966-346-330-8.
- Заставецький Ю. С. Регіональна фізична географія світу : Навч. посібник. — Львів : Світ, 2000. — 480 с.
- Кукурудза С. І. Біогеографія : Підручник. — Львів : Вид-во ЛГУ ім. Івана Франка, 2006 — 504 с. — ISBN 966-613-502-7
- Палієнко В. І., Шищенко П. Г., Бойко В. М. Фізична географія світу : Навч. посібник. — К. : КНУ ім.  Т. Шевченка, 2016. — 246 с. — ISBN 978-966-439-918-1
- Панасенко Б. Д. Фізична географія материків : навч. посіб. : в 2 ч. — В. : ЕкоБізнесЦентр, 1999. — 200 с.
- Пузанов І. І. Зоогеографія : Підручник. — Київ—Львів : Рад. школа, 1949. — 504 с.
- Фізична географія материків та океанів : підруч. для студ. вищ. навч. закл. : у 2 т / за ред. П. Г. Шищенка. — К. : Видавництво Київського нац. ун-т ім. Т. Шевченка, 2009. — Т. 1. : Азія. — 643 с. — ISBN 978-966-439-257-7.
- Юрківський В. М. Регіональна економічна і соціальна географія. Зарубіжні країни: Підручник. — 2-ге. — К. : Либідь, 2001. — 416 с. — ISBN 966-06-0092-5.

### Англійською
- (англ.) Graham Bateman. The Encyclopedia of World Geography. — Andromeda, 2002. — 288 с. — ISBN 1871869587.

### Російською
- (рос.) Авакян А. Б., Салтанкин В. П., Шарапов В. А. Водохранилища. — М. : Мысль, 1987. — 326 с. — (Природа мира)
- (рос.) Алисов Б. П., Берлин И. А., Михель В. М. Курс климатологии [в 3-х тт.] / под. ред. Е. С. Рубинштейна. — Л. : Гидрометиздат, 1954. — Т. 3. Климаты земного шара. — 320 с.
- (рос.) Апродов В. А. Вулканы. — М. : Мысль, 1982. — 368 с. — (Природа мира)
- (рос.) Апродов В. А. Зоны землетрясений. — М. : Мысль, 2010. — 462 с. — (Природа мира) — ISBN 978-5-244-01122-7.
- (рос.) Бабаев А. Г., Зонн И. С., Дроздов Н. Н., Фрейкин З. Г. Пустыни. — М.  : Мысль, 1986. — 320 с. — (Природа мира)
- (рос.) Букштынов А. Д., Грошев Б. И., Крылов Г. В. Леса. — М. : Мысль, 1981. — 316 с. — (Природа мира)
- (рос.) Власова Т. В. Физическая география материков. С прилегающими частями океанов. Евразия, Северная Америка. — 4-е, перераб. — М. : Просвещение, 1986. — 417 с.
- (рос.) Гвоздецкий Н. А. Карст. — М. : Мысль, 1981. — 214 с. — (Природа мира)
- (рос.) Гвоздецкий Н. А., Голубчиков Ю. Н. Горы. — М. : Мысль, 1987. — 400 с. — (Природа мира)
- (рос.) Долгушин Л. Д., Осипова Г. Б. Ледники. — М. : Мысль, 1989. — 448 с. — (Природа мира) — ISBN 5-244-00315-1.
- (рос.) Географический энциклопедический словарь: географические названия / под. ред. А. Ф. Трёшникова. — 2-е изд., доп. — М. : Советская энциклопедия, 1989. — 585 с. — ISBN 5-85270-057-6.
- (рос.) Дроздов Н. Н., Мяло Е. Г. Биогеография мира : Учебник. — М. : Высшая школа, 1985. — 272 с.
- (рос.) Исаченко А. Г., Шляпников А. А. Ландшафты. — М. : Мысль, 1989. — 504 с. — (Природа мира) — ISBN 5-244-00177-9.
- (рос.) Словарь современных географических названий / под общей редакцией акад. В. М. Котлякова. — Екатеринбург : У-Фактория, 2006.
- (рос.) Лобова Е. В., Хабаров А. В. Почвы. — М. : Мысль, 1983. — 304 с. — (Природа мира)
- (рос.) Максаковский В. П. Географическая картина мира. Книга I: Общая характеристика мира. — М. : Дрофа, 2008. — 495 с. — ISBN 978-5-358-05275-8.
- (рос.) Максаковский В. П. Географическая картина мира. Книга II: Региональная характеристика мира. — М. : Дрофа, 2009. — 480 с. — ISBN 978-5-358-06280-1.
- (рос.) Афганістан // Поспелов Е. М. Топонимический словарь. — М. : АСТ, 2005. — 229 с. — ISBN 5-17-016407-6.
- (рос.) Пфеффер П. Азия. — М. : Прогресс, 1982. — 316 с. — (Континенты, на которых мы живем)
- (рос.) География / под ред. проф. А. П. Горкина. — М. : Росмэн-Пресс, 2006. — 624 с. — (Современная иллюстрированная энциклопедия) — ISBN 5-353-02443-5.
- (рос.) Физико-географический атлас мира. — М. : Академия наук СССР и Главное управление геодезии и картографии ГУГК СССР, 1964. — 298 с.
- (рос.) Энциклопедия стран мира / глав. ред. Н. А. Симония. — М. : НПО «Экономика» РАН, отделение общественных наук, 2004. — 1319 с. — ISBN 5-282-02318-0.